# Lista de bairros de Goiânia
Esta é a lista de bairros de Goiânia, que reúne detalhadamente os grandes bairros e regiões presentes na cidade. Anos atrás, a capital Goiânia era subdividida em doze regiões: Central, Sul, Macambira/Cascavel, Mendanha, Noroeste, Vale do Meia Ponte, Norte, Leste, Campinas, Sudeste e Sudoeste. Tal divisão diminuiu, trazendo sete: Centro, Sul, Sudoeste, Leste, Noroeste, Norte e Oeste. Os bairros da região nordeste são considerados com os da Região Norte, e os da região sudeste são considerados com os da Região Sul. Entretanto, em Goiânia não há subprefeituras, apesar de estarem em projeto de criação há vários anos. Goiânia possui vários bairros, os quais são citados abaixo:
| Administrações Regionais                                                                          |          |           |                  |  |
|                                                                                                   |          |           |                  |  |
|                                                                                                   | Regional | População | Superfície (km²) |  |
| 1                                                                                                 | Centro   | 282.559   | 37,46            |  |
| 2                                                                                                 | Sul      | 248.990   | 36,22            |  |
| 3                                                                                                 | Sudoeste | 187.676   | 71,88            |  |
| 4                                                                                                 | Leste    | 186.959   | 79,53            |  |
| 5                                                                                                 | Noroeste | 160.030   | 46,35            |  |
| 6                                                                                                 | Norte    | 140.098   | 85,52            |  |
| 7                                                                                                 | Oeste    | 124.239   | 86,82            |  |
|                                                                                                   | Goiânia1 | 1.318.148 | 739              |  |
| Notas: (1)Os dados referentes à população do município são da projeção populacional do IBGE/2011. |          |           |                  |  |

## Norte

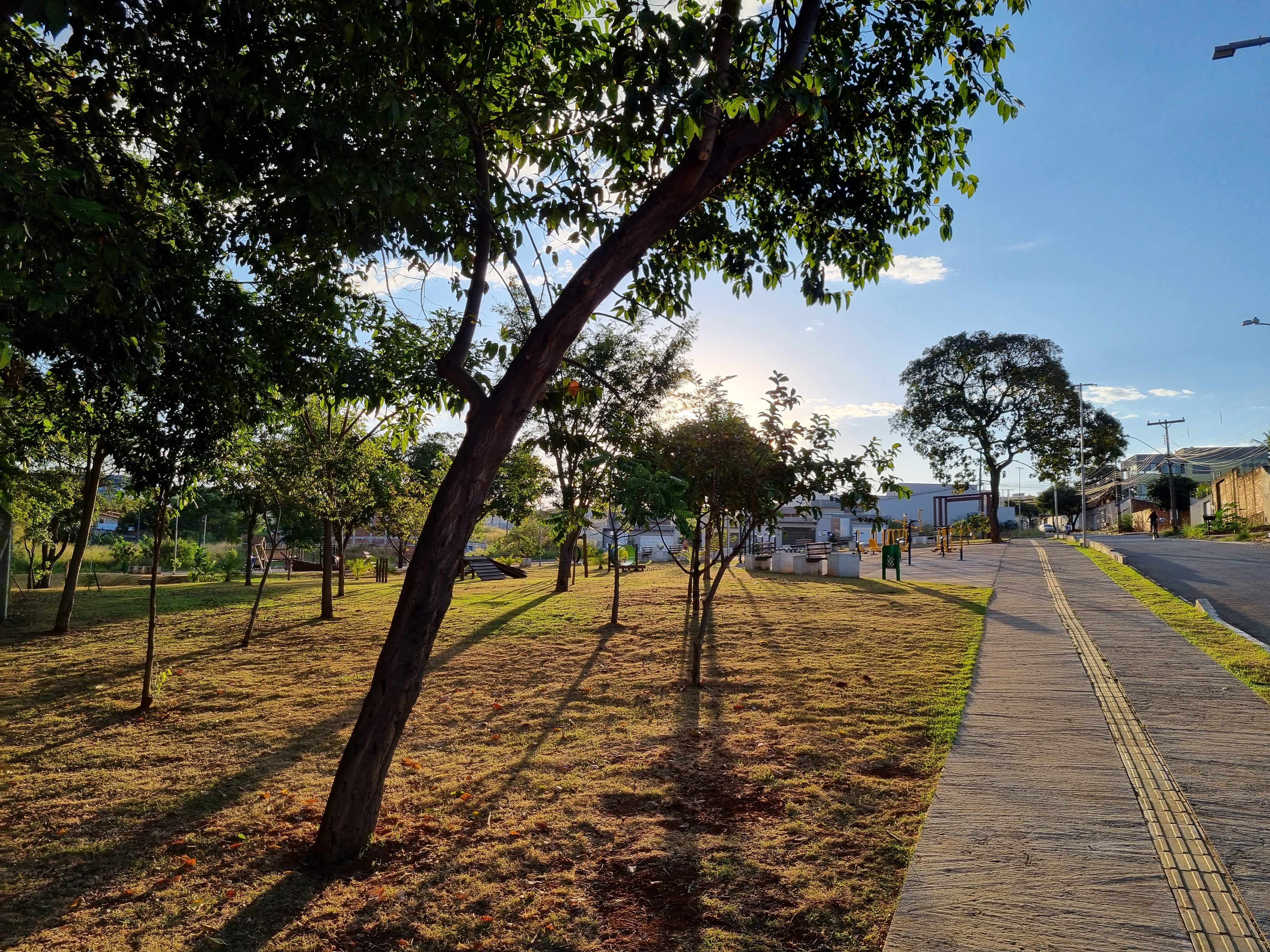
Rua FL-46, no bairro Parque das Flores, 2023.

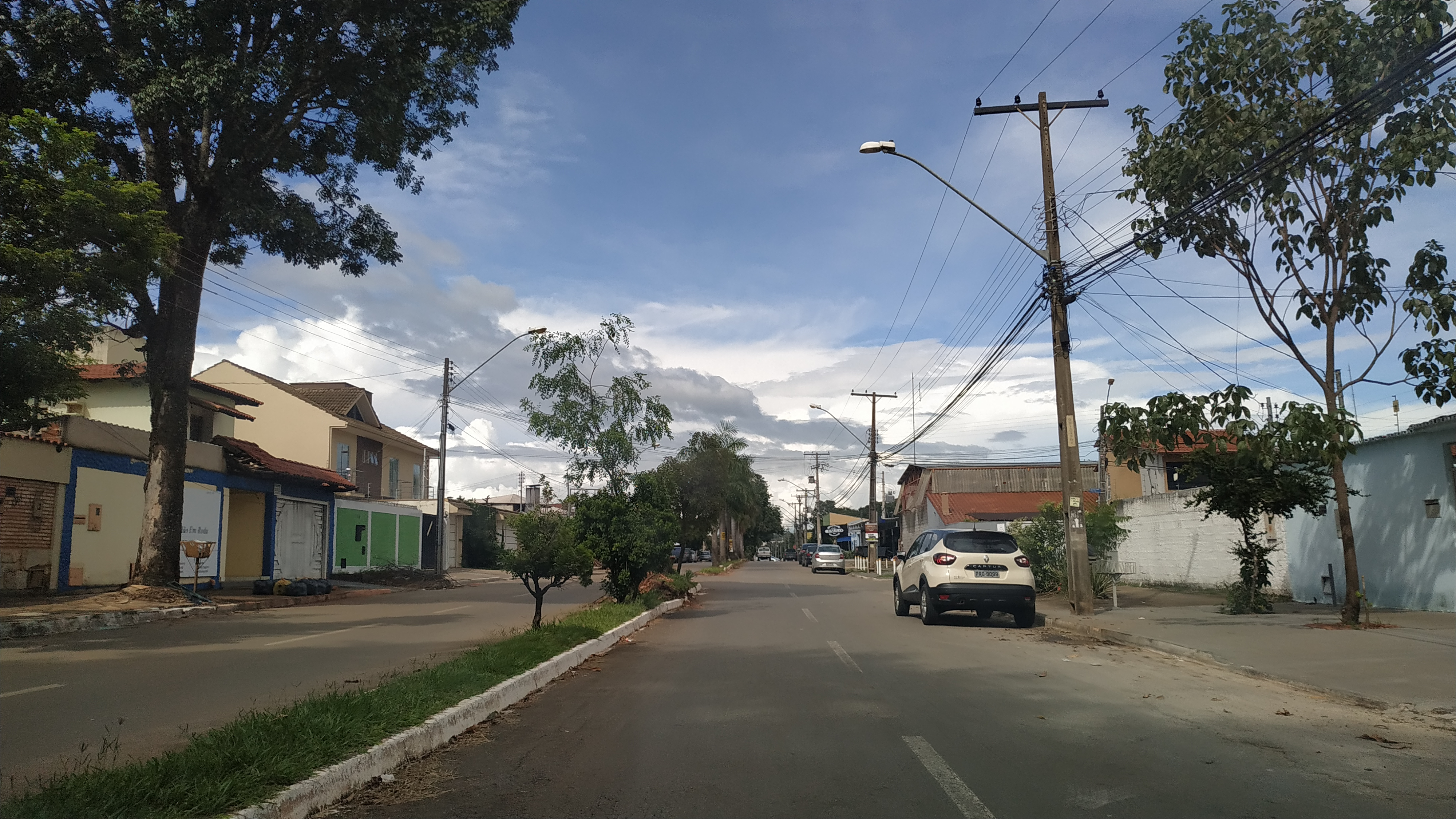
Av. Sucuri, no Jaó, em 2020.

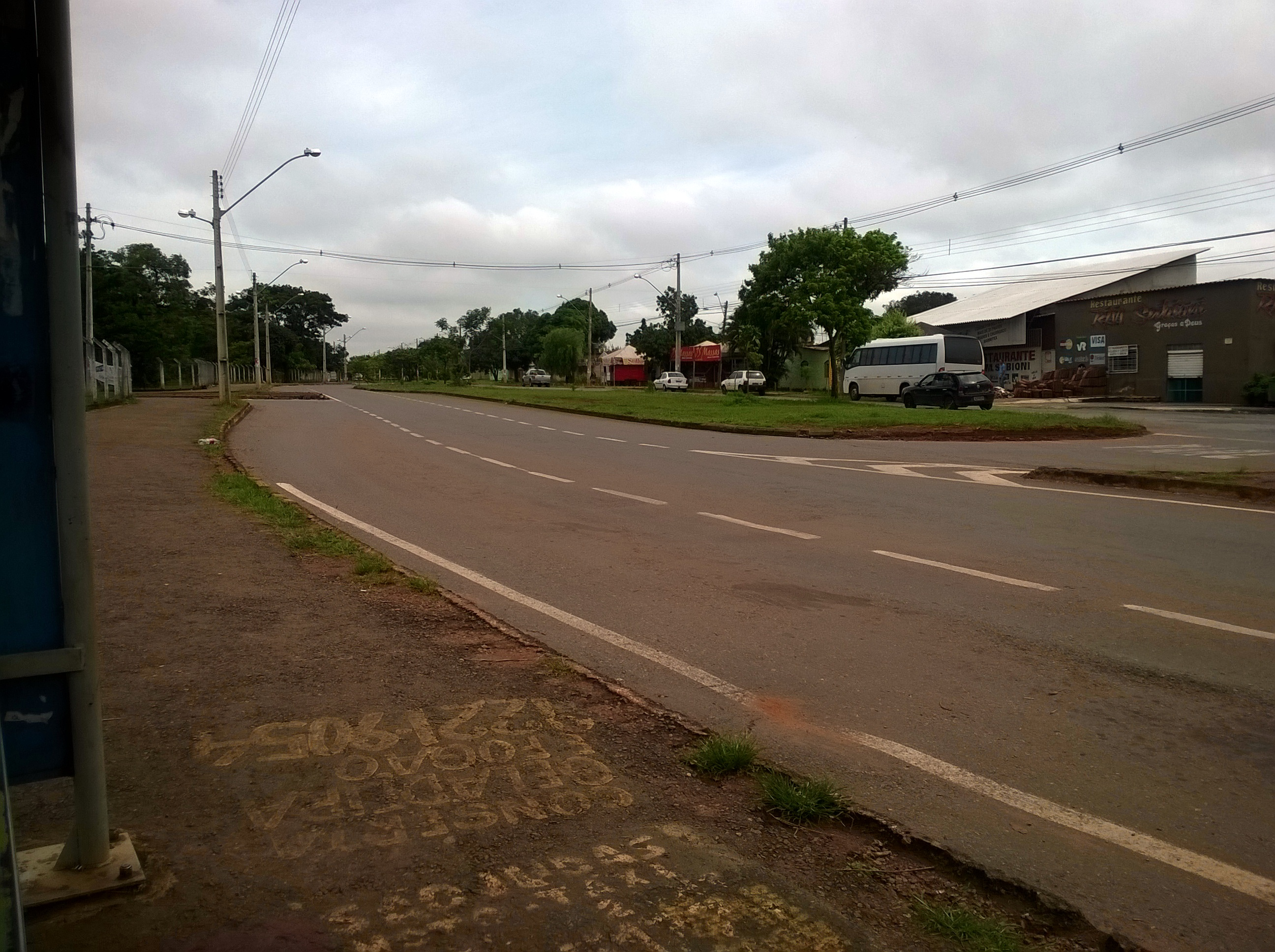
Área da Universidade Federal de Goiás, no bairro Itatiaia.

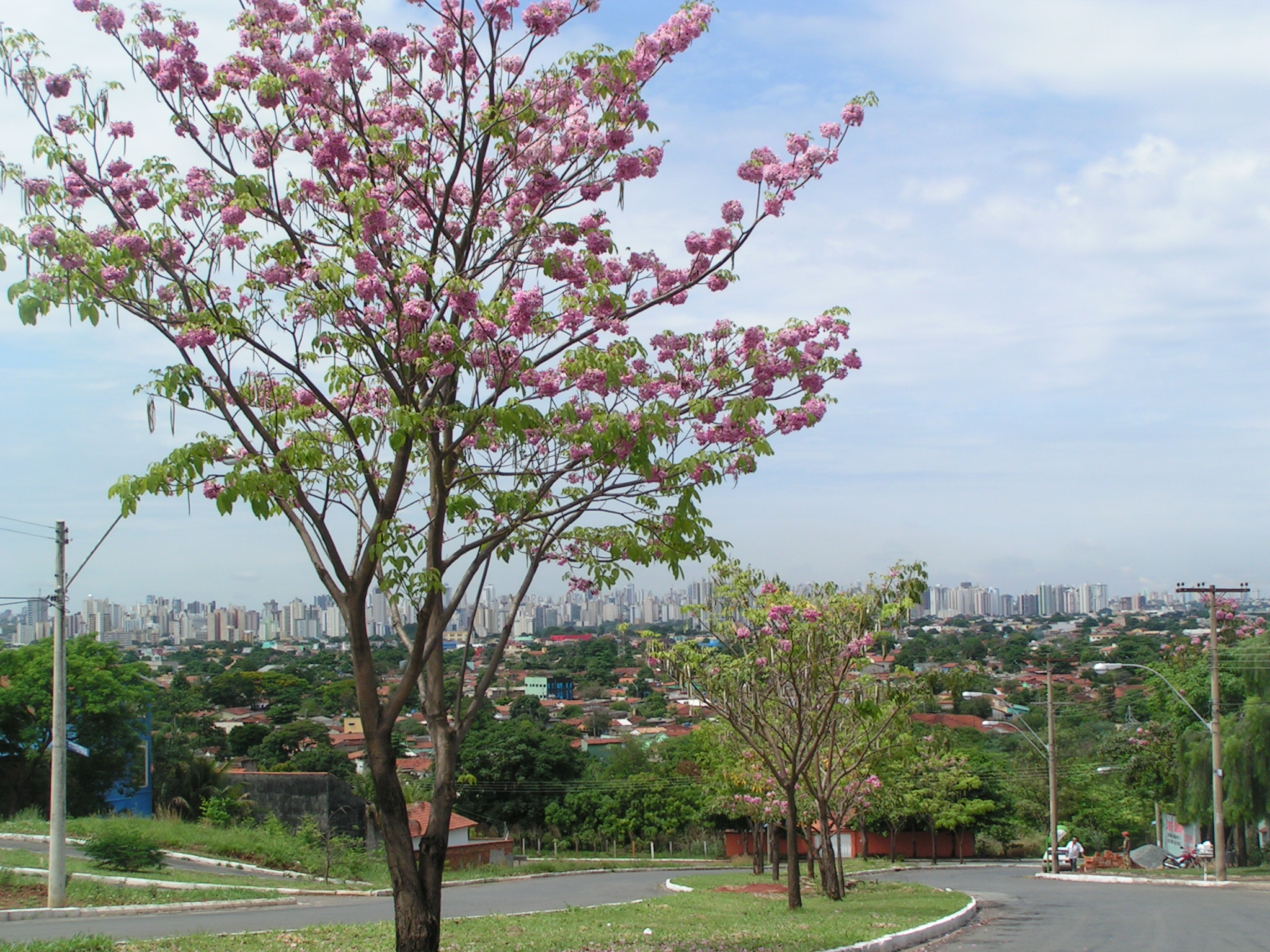
Árvore no bairro Gentil Meireles, em 2009.

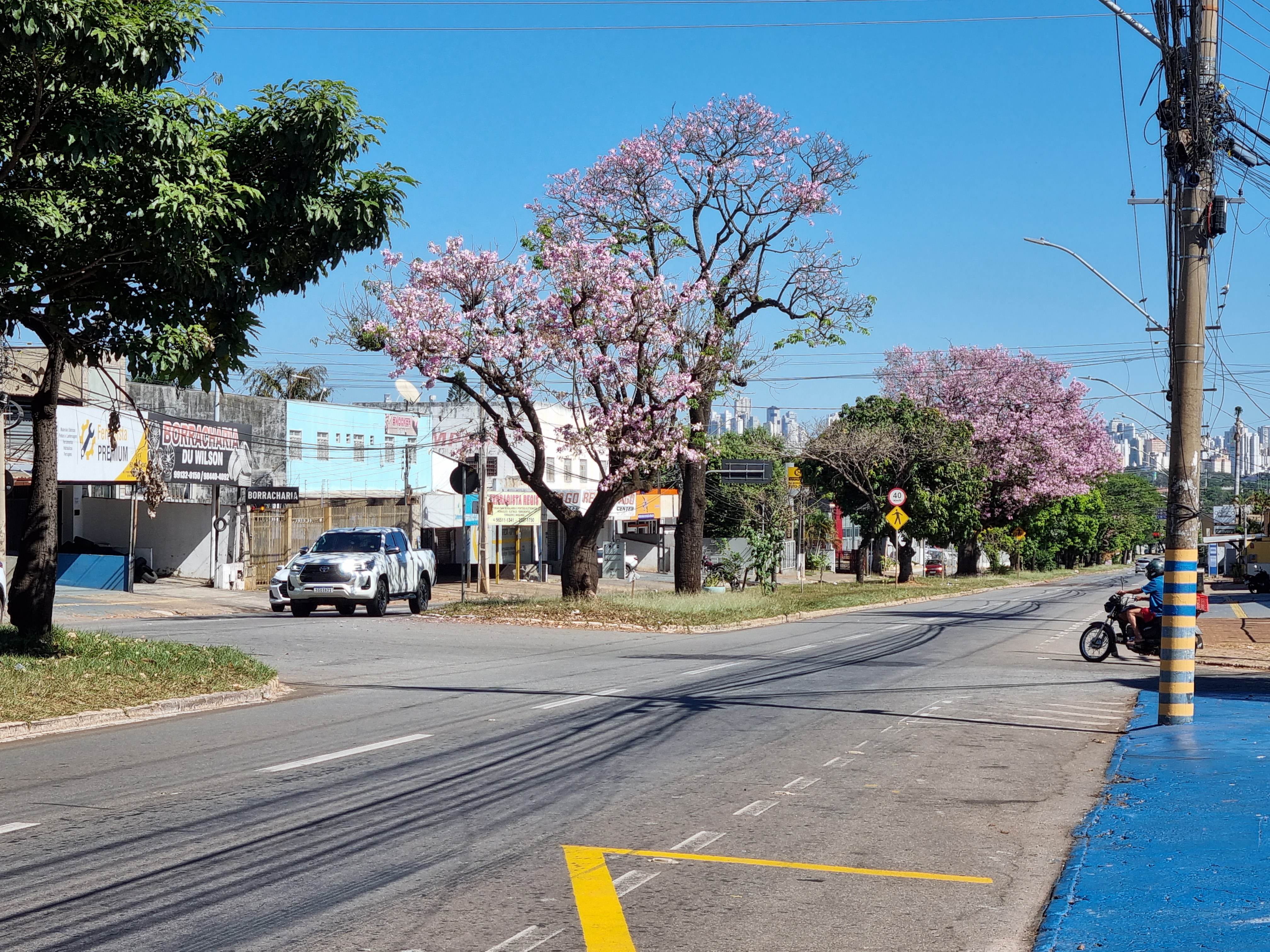
Avenida São Francisco, no Santa Genoveva, 2024.

1. Alice Barbosa
2. Antônio Barbosa
3. Antônio Carlos Pires
4. Asa Branca
5. Atalaia
6. Caraíbas
7. Felicidade
8. Gentil Meireles
9. Goiânia 2
10. Granja Cruzeiro do Sul
11. Guarema
12. Hugo de Moraes
13. Humaitá
14. Itanhangá
15. Vila Itatiaia
16. Itamaracá
17. Jaó
18. Jardim Balneário Meia Ponte
19. Jardim Bom Jesus
20. Jardim Diamantina
21. Jardim Gramado
22. Jardim Guanabara
23. Jardim Ipê
24. Vila Jardim Pompéia
25. Jardim Santa Cecília
26. João Paulo II
27. José Viandeli
28. Licardino Ney
29. Mansões do Campus
30. Mansões Goianas
31. Maria Dilce
32. Maria Lourença
33. Maria Rosa
34. Morada do Bosque
35. Morada do Ipê
36. Morumbi
37. Morada dos Sonhos
38. Nossa Morada
39. Orlando de Morais
40. Panorama Parque
41. Parque Balneário
42. Parque das Flores
43. Parque das Nações
44. Parque dos Cisnes
45. Perim
46. Pindorama
47. Portal da Mata
48. Progresso
49. Residencial Balneário
50. Residencial das Acácias
51. Residencial dos Ipês
52. Residencial Guanabara
53. Residencial Itália
54. Santa Genoveva
55. São Geraldo
56. Vila Jardim São Judas Tadeu
57. Sevene
58. Shangri-lá
59. Urias Magalhães
60. Vale da Serra
61. Vale dos Sonhos
62. Vila Clemente
63. Vila Cristina
64. Vila dos Oficiais
65. Vila Industrial Pedro Abraão
66. Vila Militar
67. Vila Nossa Senhora Aparecida
68. Vila Roriz
69. Vila Santa Cruz
70. Village Atalaia

## Centro

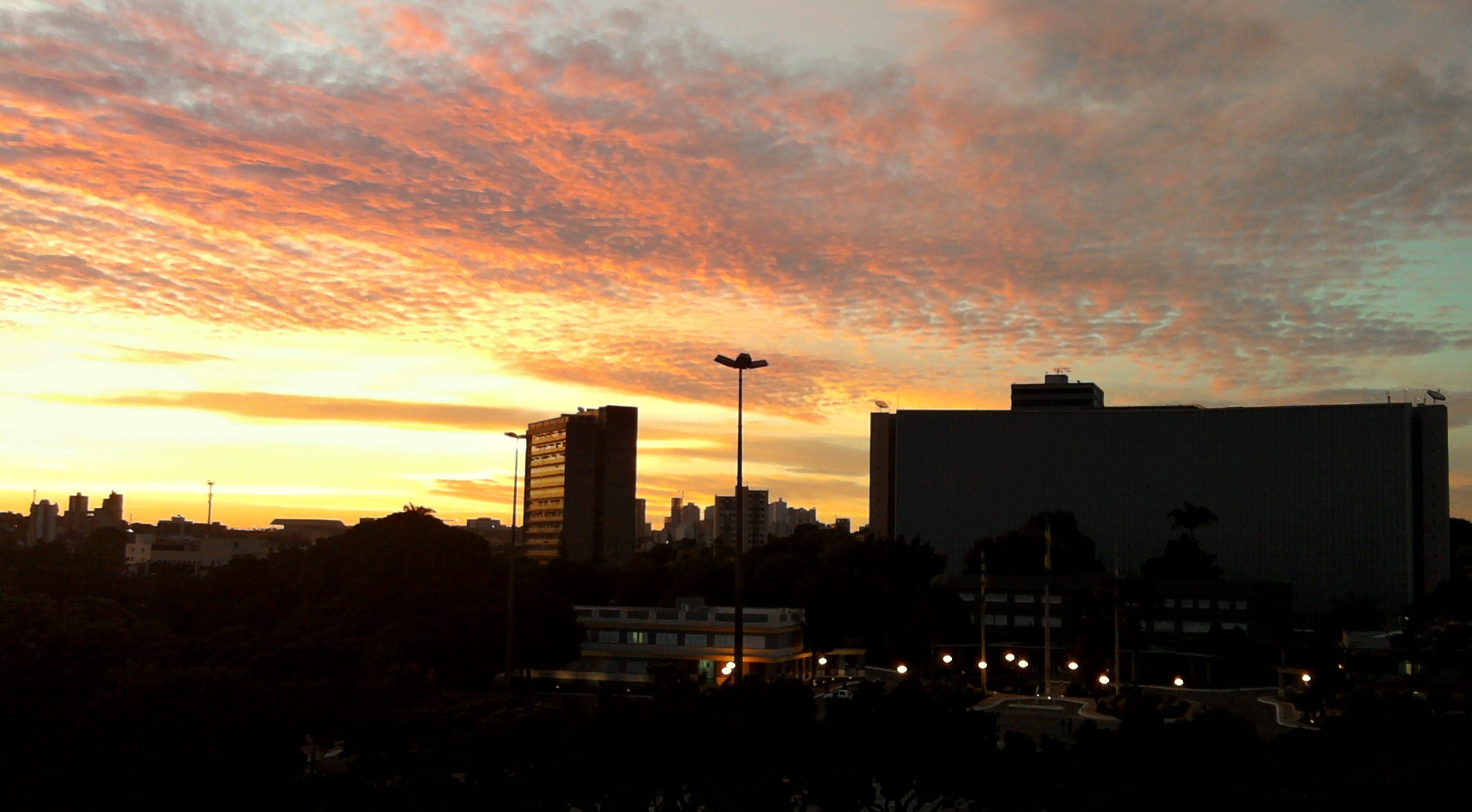
Praça Cívica durante amanhecer.

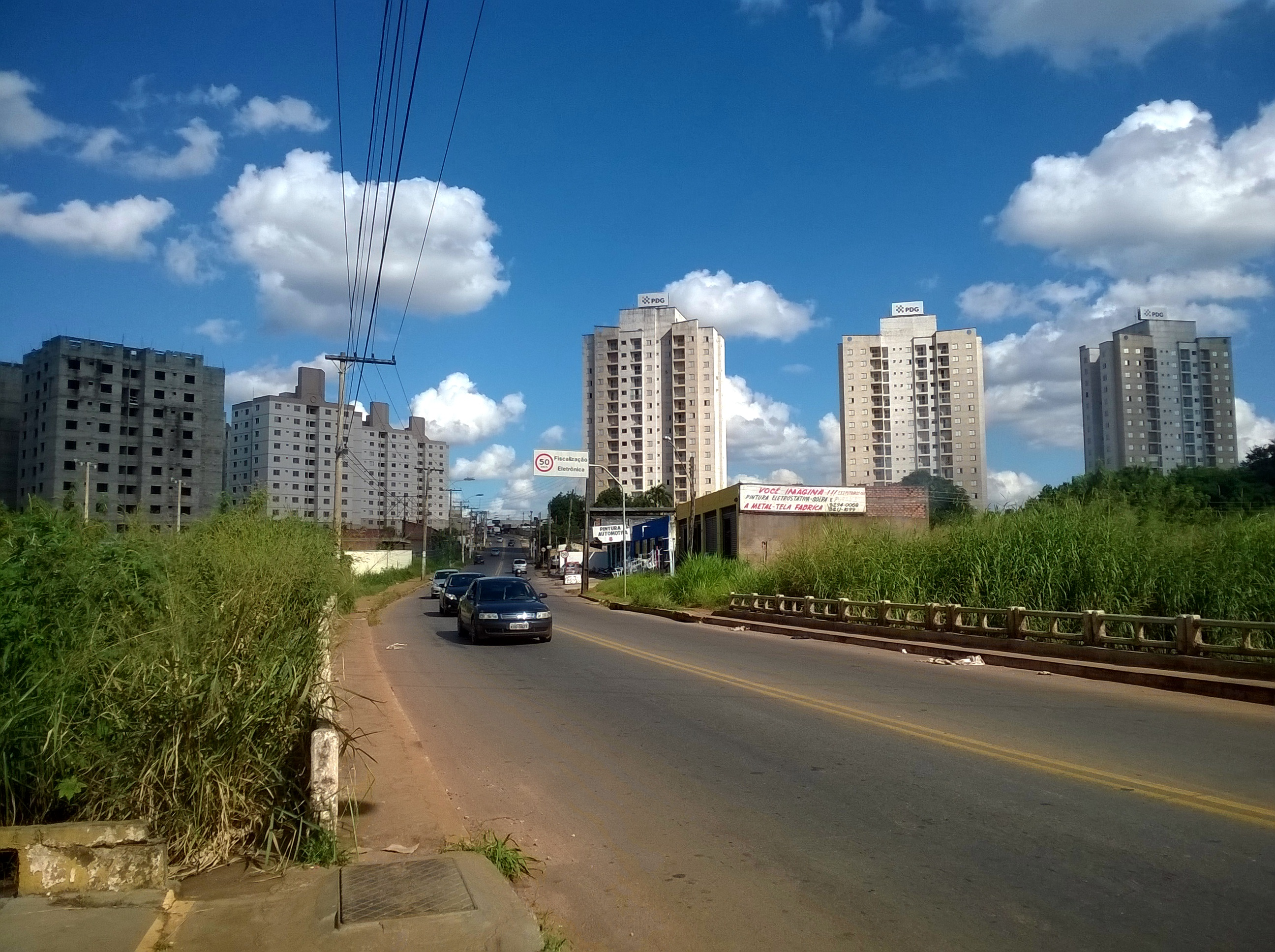
A Avenida Marechal Rondon corta bairros como Centro Oeste e Norte Ferroviário.

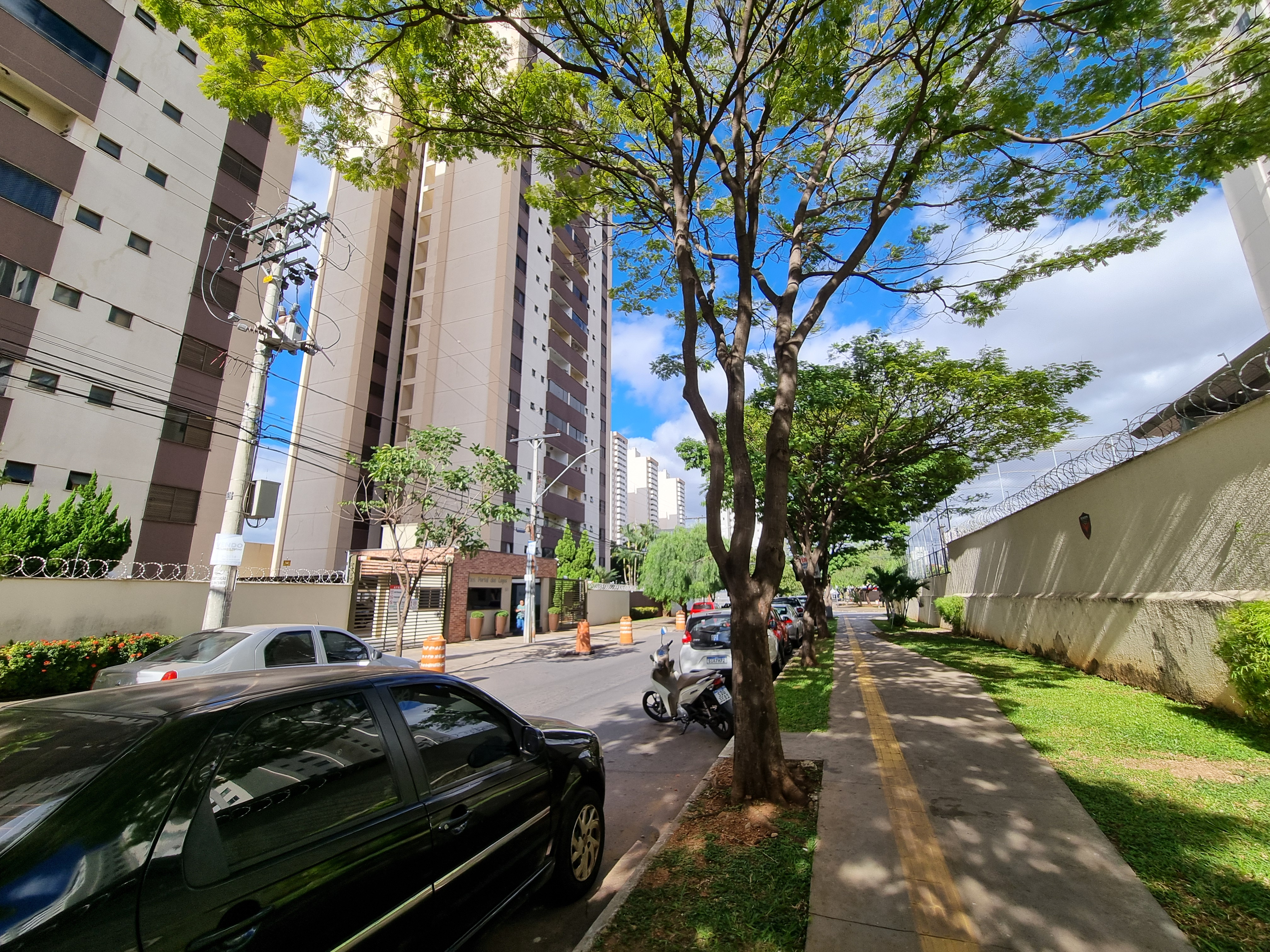
Rua Comendador Negrão de Lima, no bairro Negrão de Lima, em 2025.

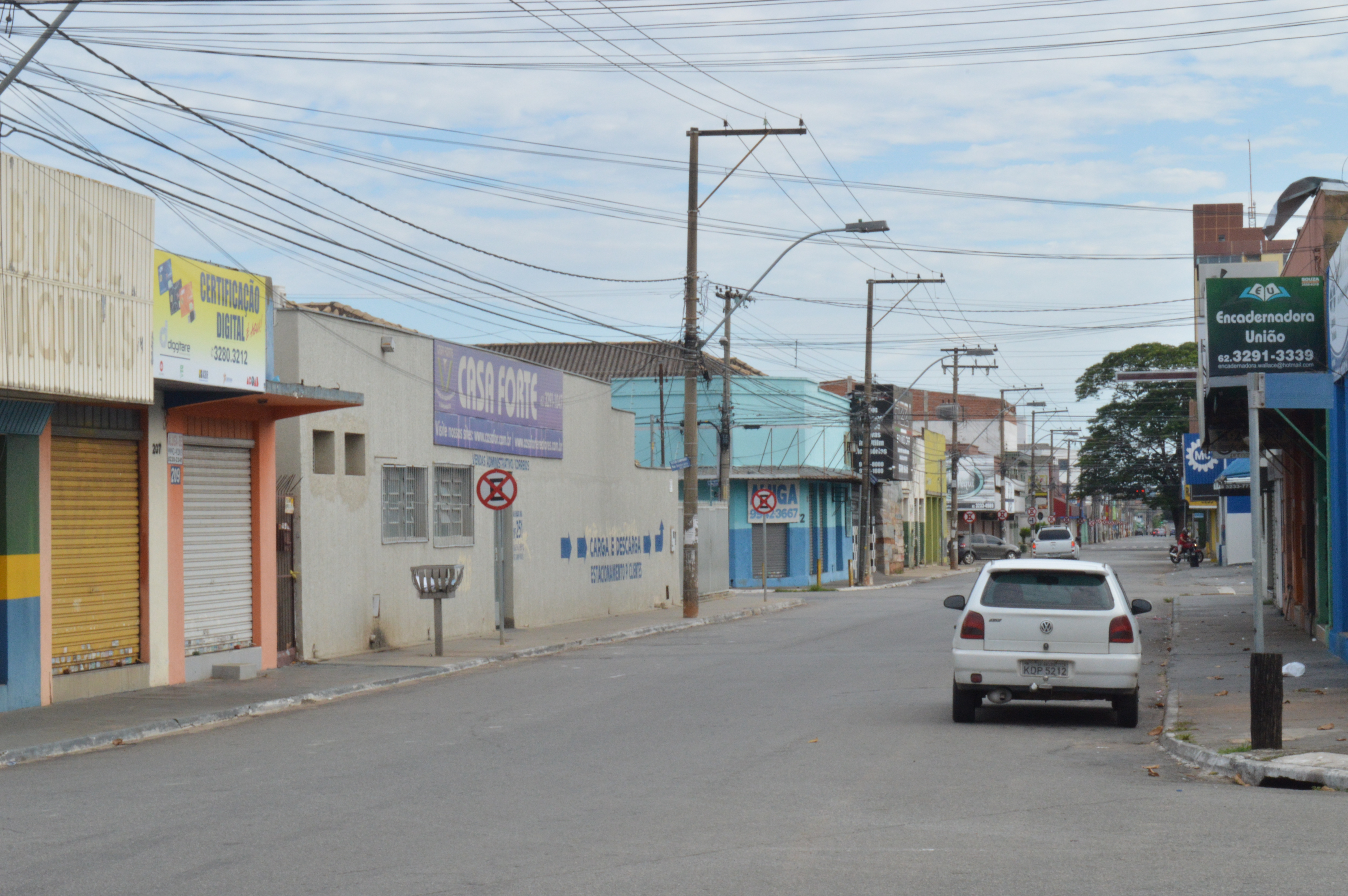
Rua Senador Jaime, no bairro Campinas.

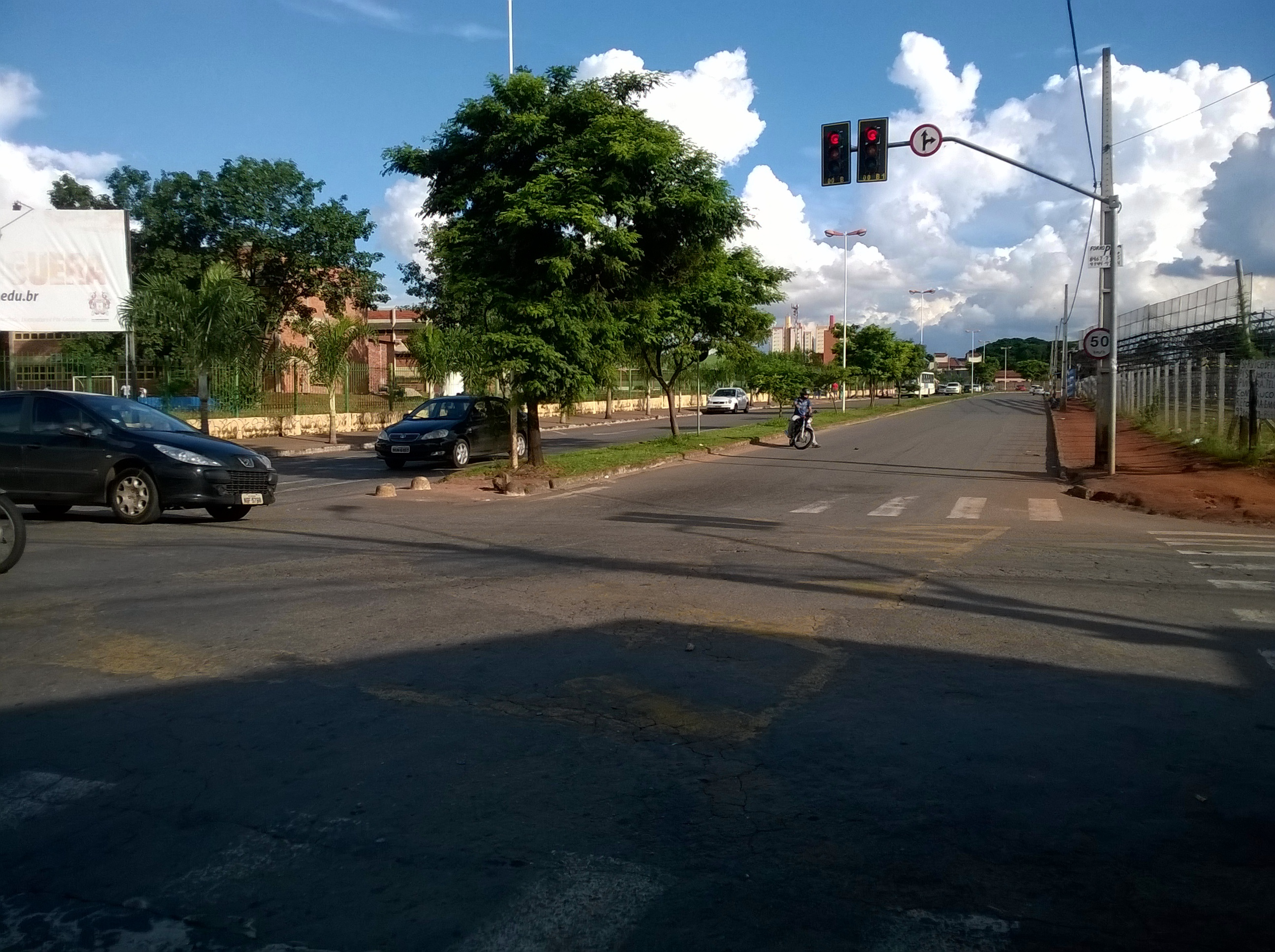
Avenida Georgeta Duarte, na Vila Canaã, em abril de 2015.

1. Aeroporto
2. Aeroviário
3. Campinas
4. Castelo Branco
5. Centro
6. Centro Oeste
7. Cidade Jardim
8. Coimbra
9. Criméia Leste
10. Criméia Oeste
11. Elísios Campos
12. Esplanada do Anicuns
13. Funcionários
14. Guadalajara
15. Industrial Mooca
16. Jardim Ana Flávia
17. Jardim Xavier
18. Marechal Rondon
19. Morada Nova
20. Morais
21. Negrão de Lima
22. Nossa Senhora de Fátima
23. Nova Vila
24. Norte Ferroviário
25. Operário
26. Oswaldo Rosa
27. Padre Pelágio
28. Parque Industrial de Goiânia
29. Rodoviário
30. Romildo F. R. Amaral
31. Santos Dumont
32. São José
33. Sul
34. Tocafundo
35. Universitário
36. Vila Abajá
37. Vila Adélia
38. Vila Aguiar
39. Vila Aurora
40. Vila Bethel
41. Vila Boa Sorte
42. Vila Canaã
43. Vila Colemar Natal e Silva
44. Vila Fernandes
45. Vila Froes
46. Vila Irany
47. Vila Isaura
48. Vila Jacaré
49. Vila Jaraguá
50. Vila Megale
51. Vila Monticelli
52. Vila Mooca
53. Vila Nova
54. Vila Nova Canaã
55. Vila Ofugi
56. Vila Paraíso
57. Vila Perdiz
58. Vila Santa Helena
59. Vila Santa Isabel
60. Vila Santa Rita
61. Vila Santa Tereza
62. Vila Santana
63. Vila Santo Antônio
64. Vila São Francisco
65. Vila São José
66. Vila São Luiz
67. Vila Vera Cruz
68. Vila Viana
69. Vila Viandelli

## Noroeste
1. Alto do Vale
2. Anglo
3. Bairro da Vitória
4. Barravento
5. Boa Vista
6. Brisas da Mata
7. Cândida de Moraiss
8. Chácaras Maria Dilce
9. Conjunto Primavera
10. Empresarial
11. Estrela D'Alva
12. Vila Finsocial
13. Floresta
14. Fonte das Águas
15. Green Park
16. Jardim Belvedere
17. Jardim Camargo
18. Jardim Colorado
19. Jardim Curitiba
20. Jardim das Hortências
21. Jardim das Rosas
22. Jardim Fonte Nova
23. Jardim Helou
24. Jardim Lago Azul
25. Jardim Liberdade
26. Jardim Nova Esperanca
27. Jardim Vista Bela
28. Juscelino Kubitschek
29. Malibu
30. Mansões Paraíso
31. Mansões Rosas de Ouro
32. Marabá
33. Morada do Sol
34. Noroeste
35. Novo Planalto

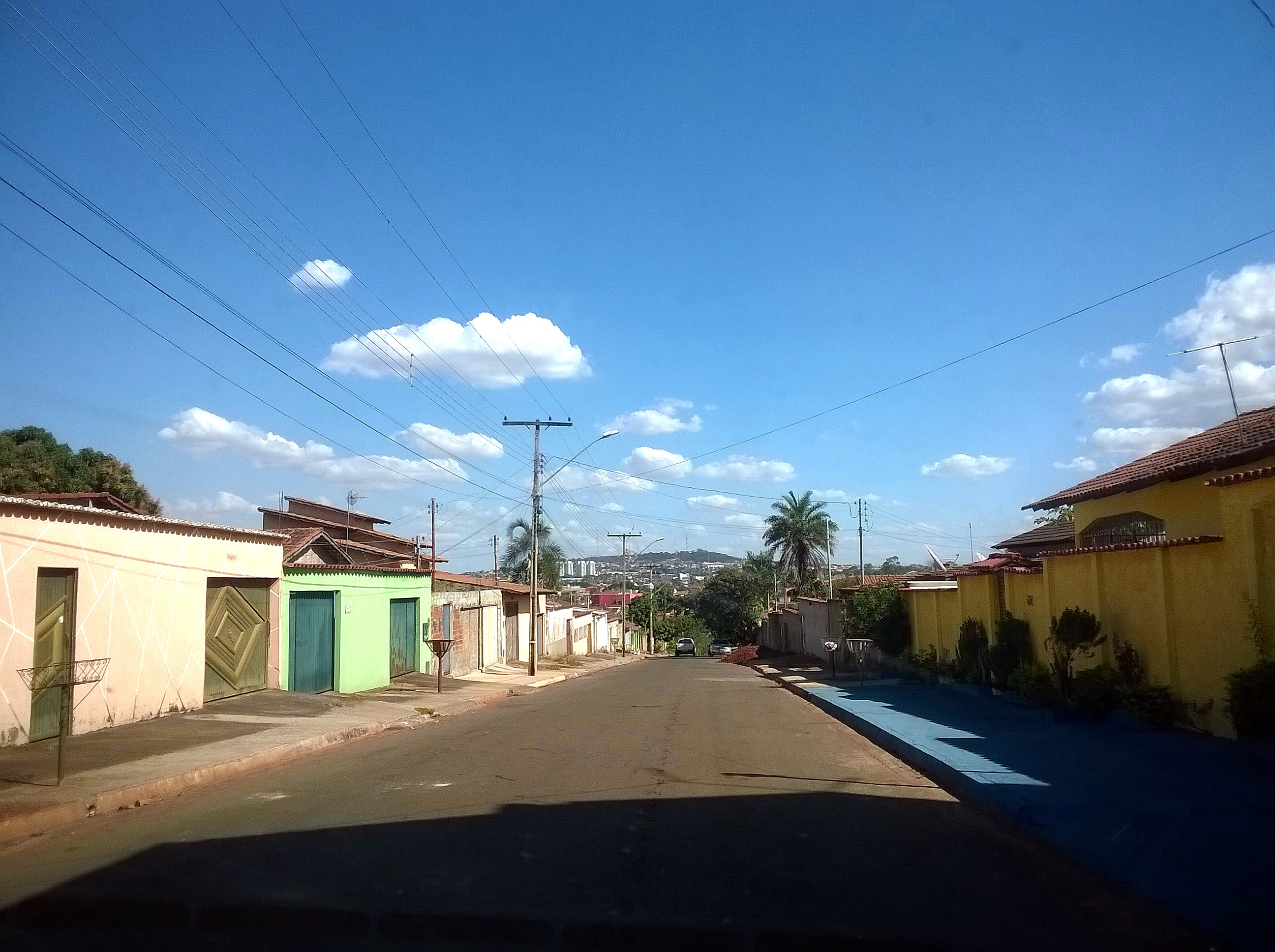
Rua RM-5, no bairro Residencial Maringá, em Goiânia, em 2015.

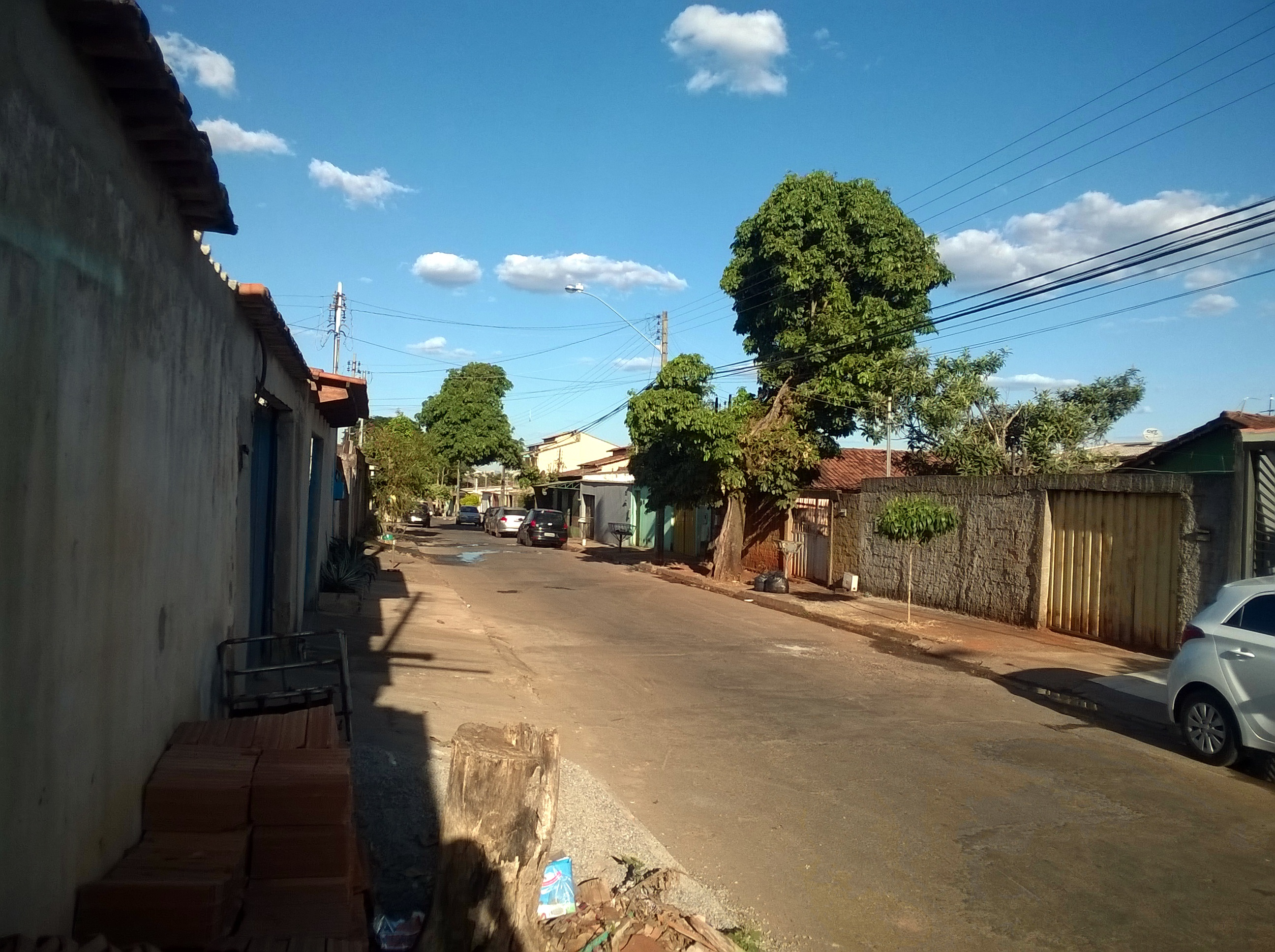
Rua no Finsocial, em 2015.

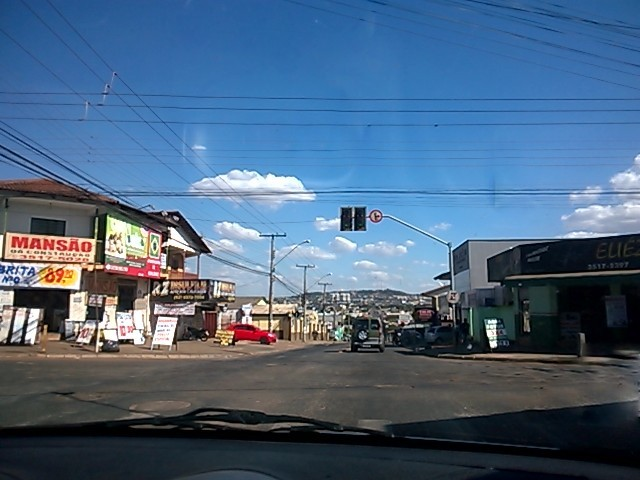
Av. Mangalô, bairro Morada do Sol, em julho de 2015.

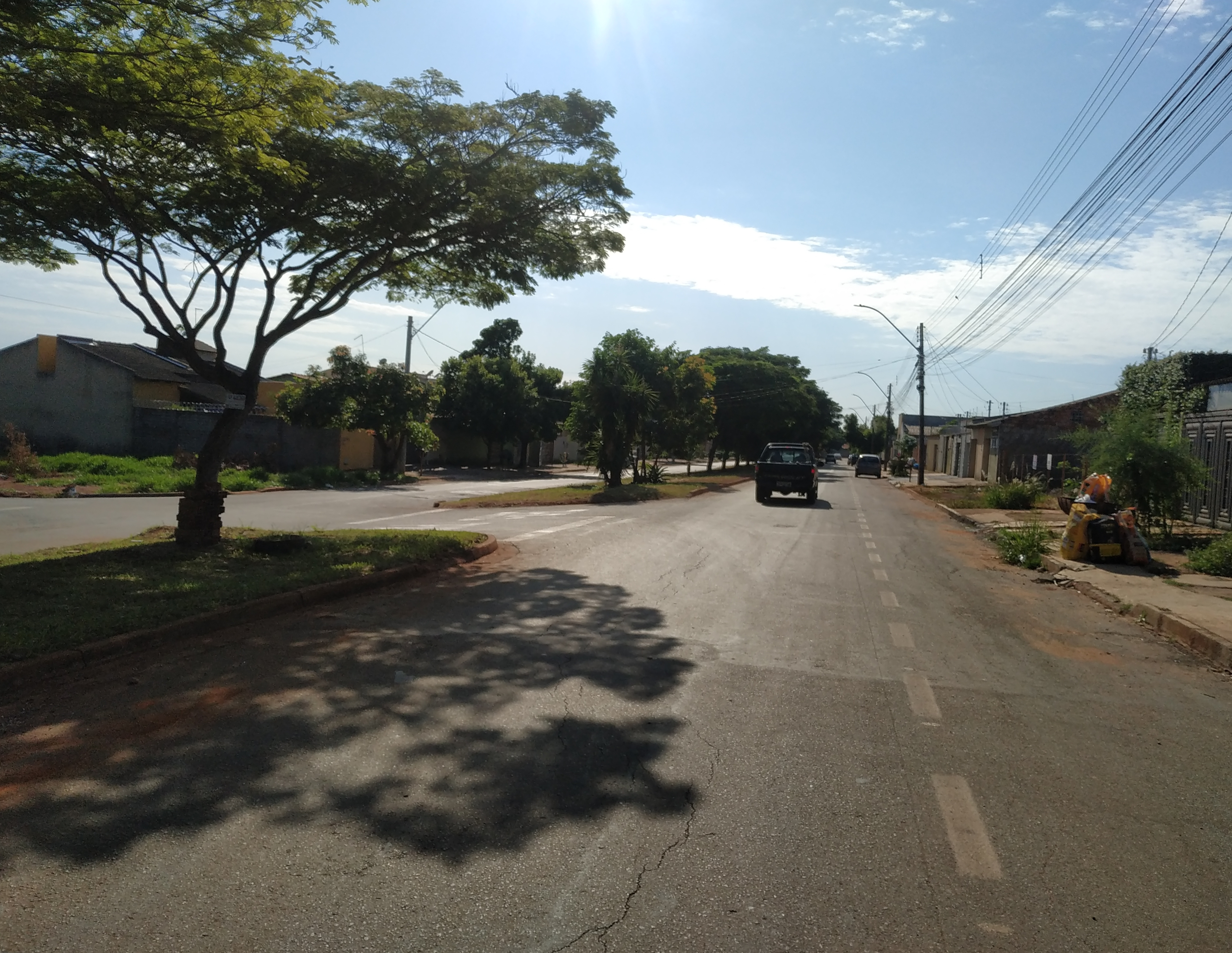
Rua Dona Melinha, no bairro Brisas da Mata, em 2023.

36. Parque Aeronáutico Antônio Sebba Filho
37. Parque Maracanã
38. Parque Santa Rita
39. Privê Norte
40. Recanto do Bosque
41. Parque Tremendão
42. Paulo Pacheco
43. Recreio Estrela D'Alva
44. Recreio Panorama
45. Residencial Fortaleza
46. Residencial Maringá
47. Residencial Mirante
48. São Carlos
49. São Domingos
50. São Joaquim
51. Senador Albino Boaventura
52. Solange Park
53. Terra Nova
54. Vila Mutirão

## Sul

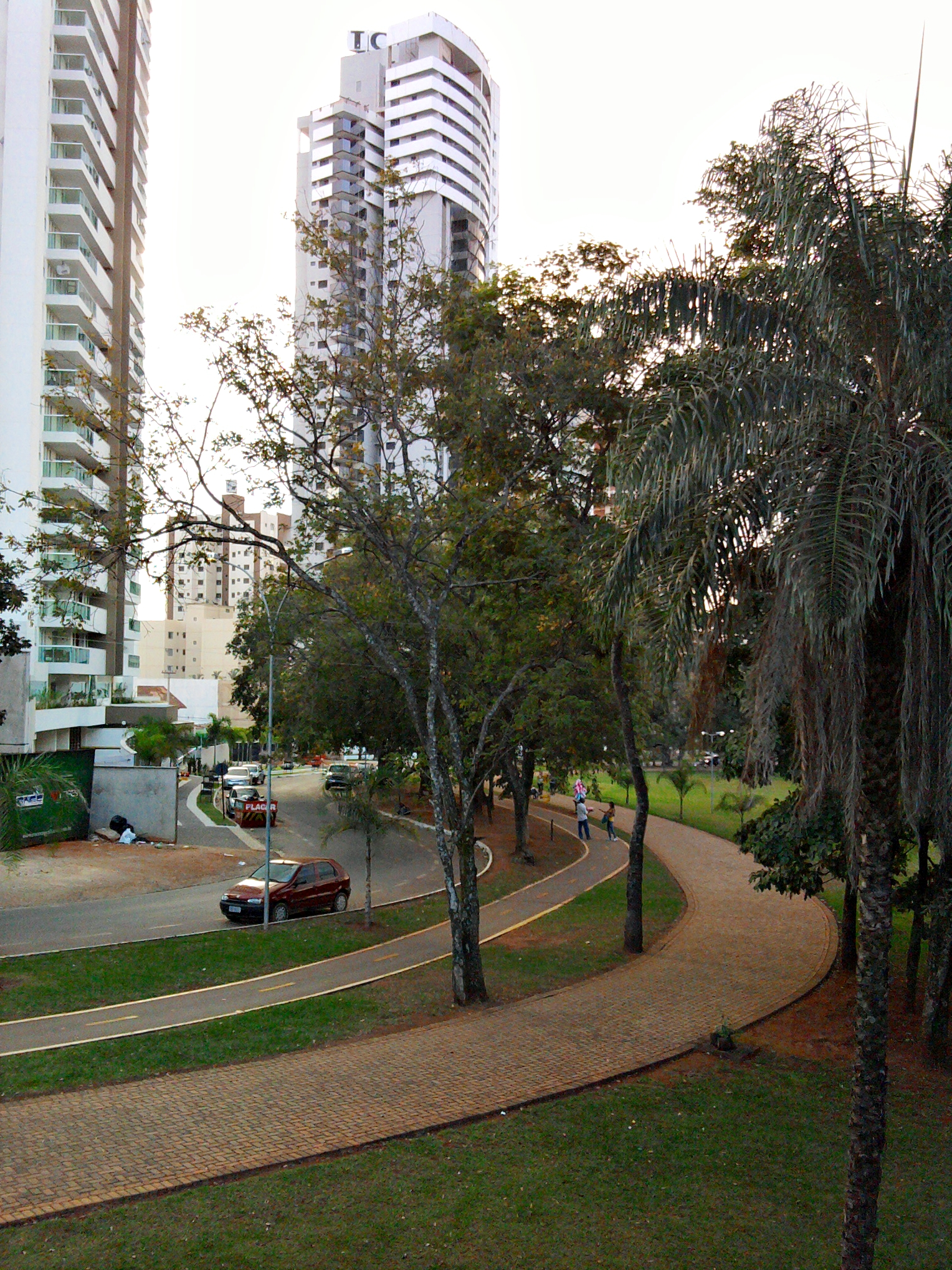
Alameda no Jardim Goiás.

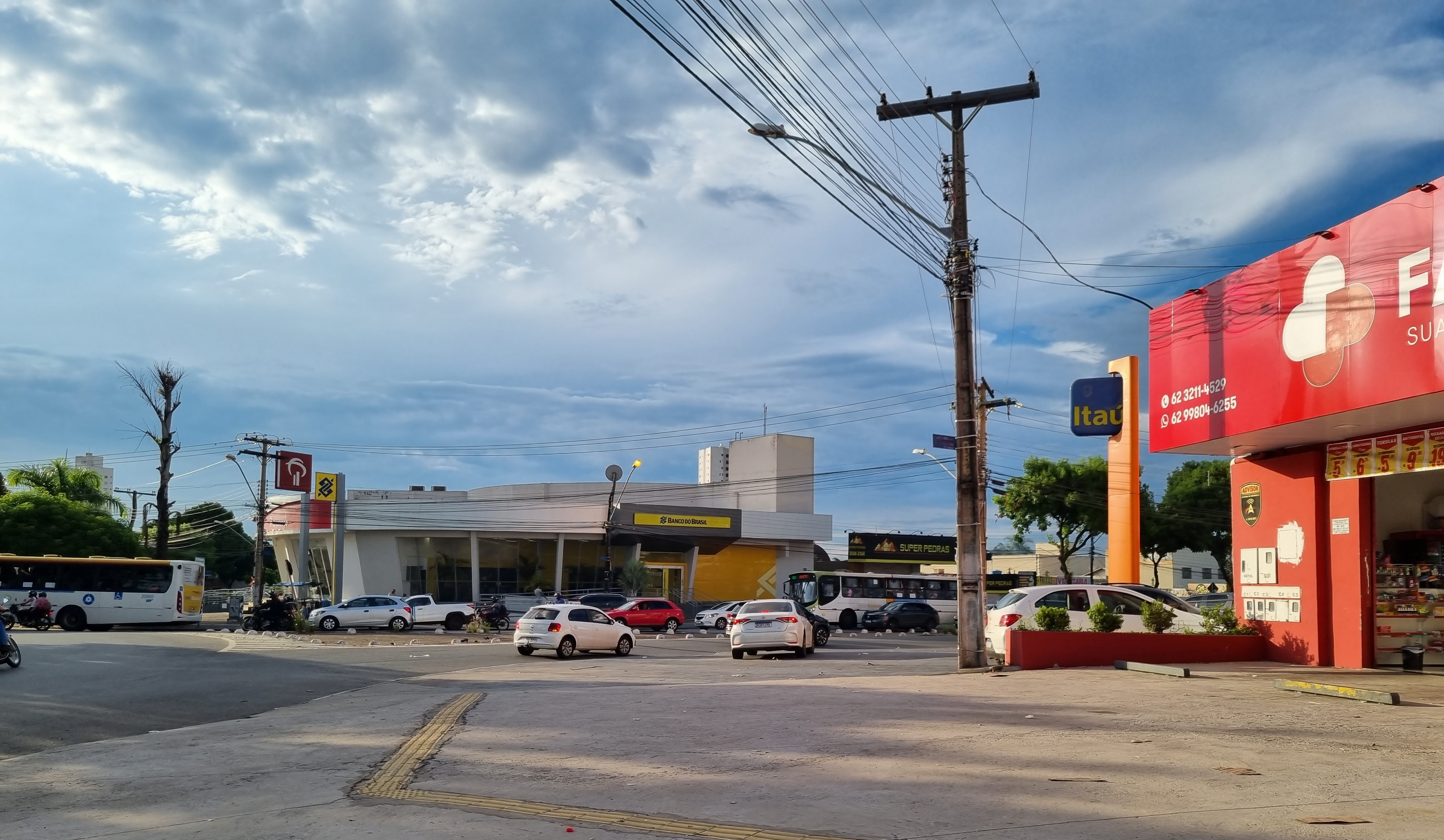
Avenida Feira de Santana, no Parque Amazônia, 2023.

1. Alto da Glória
2. Areião
3. Bela Vista
4. Bueno
5. Jardim América
6. Jardim das Esmeraldas
7. Jardim Goiás
8. Jardim Santo Antônio
9. Jardim Vitória
10. Marista
11. Nova Suíça
12. Oeste
13. Parque Amazônia
14. Pedro Ludovico
15. Serrinha
16. Setor dos Afonsos
17. Vila Americano do Brasil
18. Vila Divino Pai Eterno
19. Vila Maria Isabel
20. Vila Maria José
21. Vila Redenção
22. Vila Santa Efigênia
23. Vila São João
24. Vila São Tomaz
25. Vila Teófilo Neto

## Oeste

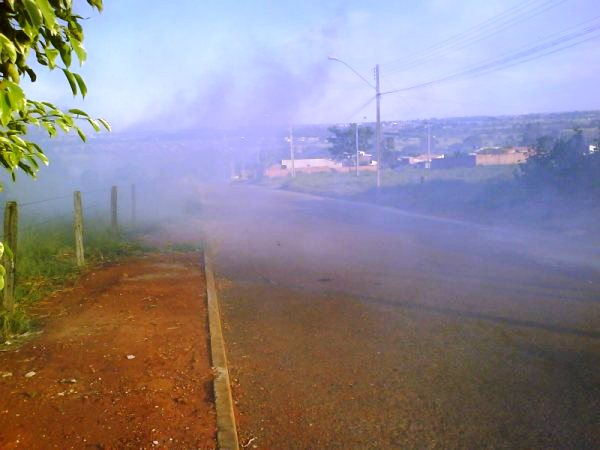
O Jardim São José, em 2010.

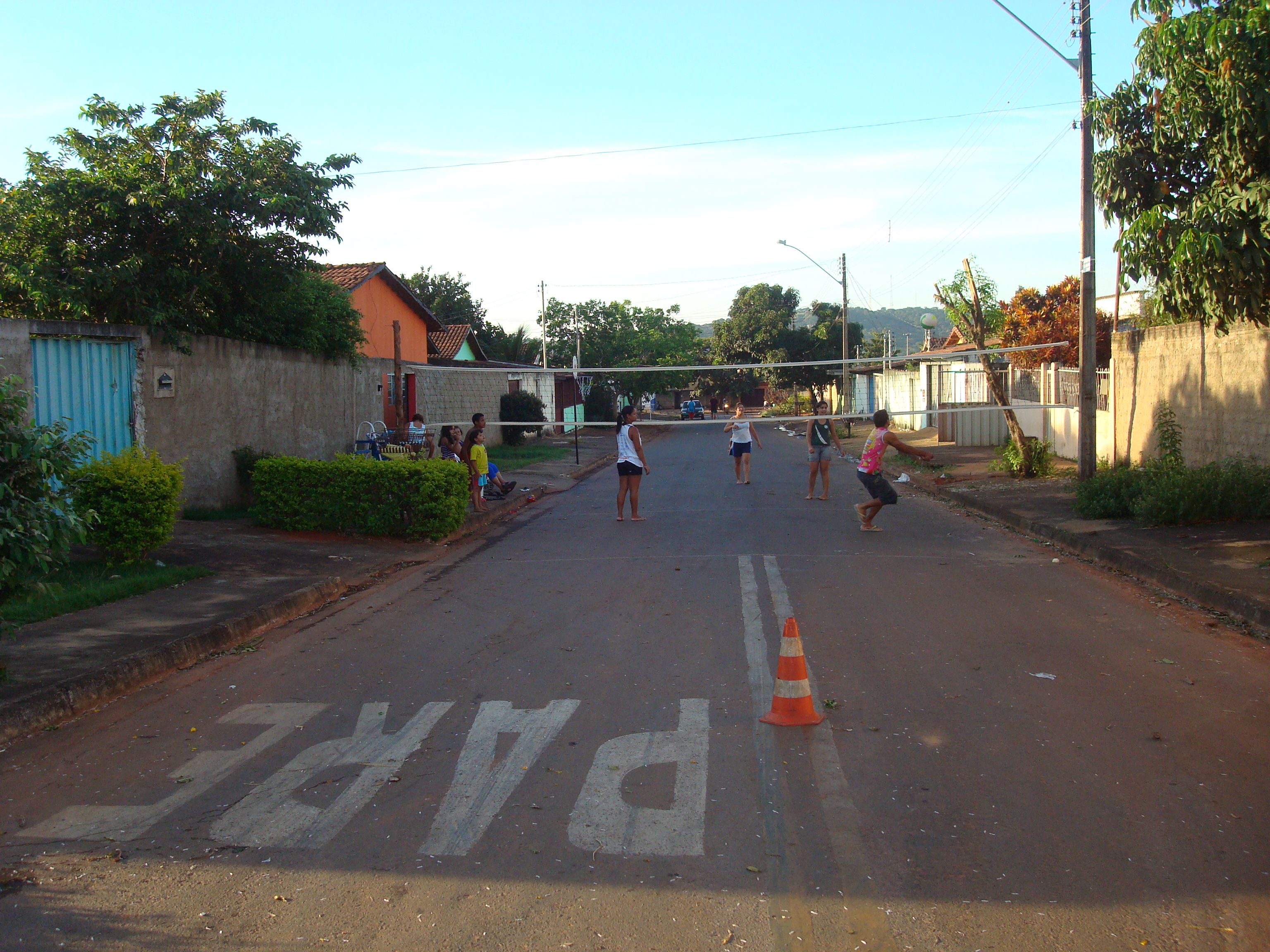
Rua Amélia de Freitas, no Parque Paraíso, em 2010.

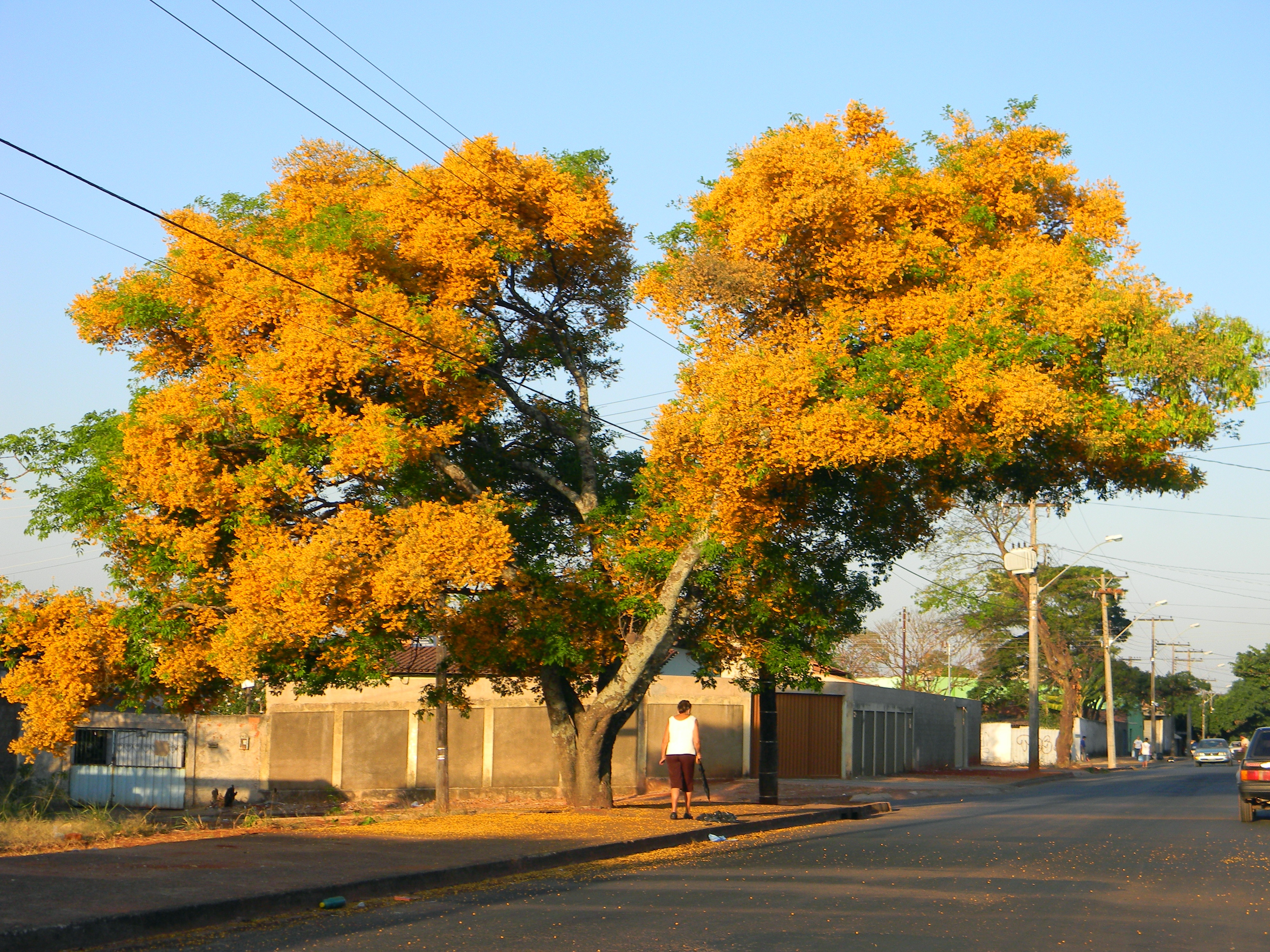
Árvore no bairro Vila Regina, em 2010.

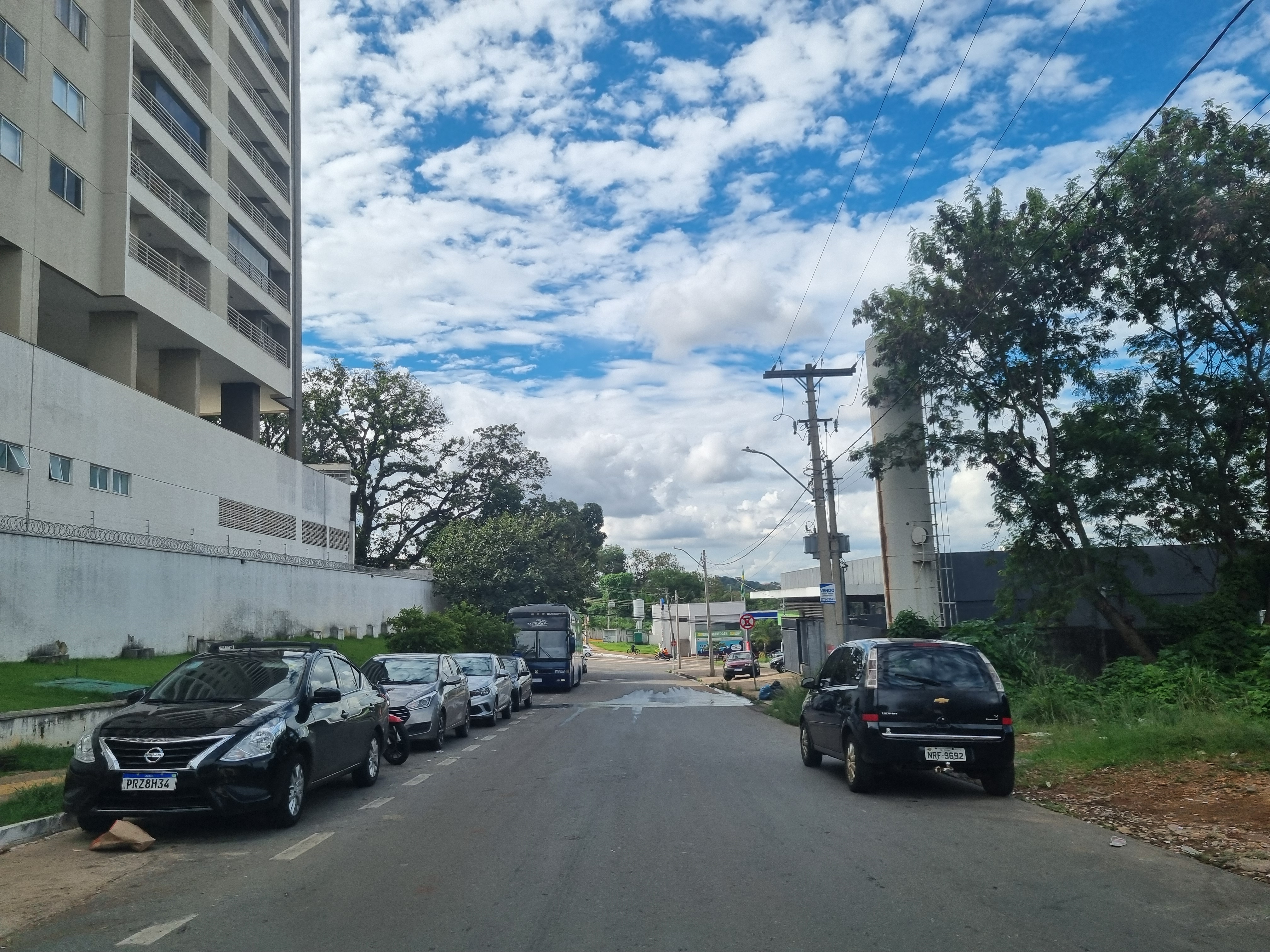
Rua Riachuelo, no bairro São Francisco, em 2025.

1. 14 Bis
2. Alto Boa Vista
3. Ana Moraes
4. Anicuns
5. Araguaia Park
6. Bairro das Nações
7. Barra da Tijuca
8. Beatriz Nascimento
9. Bosque dos Buritis
10. Buena Vista
11. Capuava
12. Capuava Residencial Privê
13. Carla Cristina
14. Carolina Parque
15. Celina Parque
16. Chácara Anhanguera
17. Chácara Buritis
18. Chácara Maringá
19. Chácara Santa Rita
20. Chácara São José
21. Cidade Verde
22. Condomínio do Lago
23. Conjunto Anhanguera
24. Conjunto Vera Cruz
25. Coronel Álvaro Alves Júnior
26. Costa Verde
27. Della Pena
28. Dezopi
29. Dom Rafael
30. Goiá
31. Goiânia Viva
32. Goyaz Park
33. Ipiranga
34. Jardim Aritana
35. Jardim Bonanza
36. Jardim Botânico
37. Jardim Clarissa
38. Jardim Corte Real
39. Jardim das Oliveiras
40. Jardim das Rosas
41. Jardim Imperial
42. Jardim Leblon
43. Jardim Marques de Abreu
44. Jardim Mirabel
45. Jardim Novo Petrópolis
46. Jardim Real
47. Jardim São José
48. Jardins do Cerrado
49. João Bueno
50. Vila João Vaz
51. Junqueira
52. Lorena Parque
53. Lírios do Campo
54. London Park
55. Luana Park
56. Maysa
57. Monte Pascoal
58. Mundo Novo
59. Nova Aurora
60. Nunes de Morais
61. Petrópolis
62. Park Solar
63. Parque Bom Jesus
64. Parque Buriti
65. Parque Eldorado Oeste
66. Parque Industrial João Braz
67. Parque Industrial Paulista
68. Parque Mendanha
69. Parque Oeste
70. Parque Paraíso
71. Pilar dos Sonhos
72. Ponta Negra
73. Portal Anhanguera
74. Quinta da Boa Vista
75. Recanto das Garças
76. Recreio São Joaquim
77. Residencial Mendanha
78. Residencial Noroeste
79. Residencial Petropolis
80. Residencial Portinari
81. Residencial Primavera
82. Residencial Real
83. Residencial Santa Maria
84. Rio Branco
85. San Marino
86. São Bernardo
87. São Francisco
88. São Joaquim
89. São Marcos
90. Santa Rita
91. Santos Dumont
92. Serra Azul
93. Solange Parque
94. Solange Parque I
95. Solar Ville
96. Tempo Novo
97. Tuzimoto
98. Tropical Verde
99. Tropical Ville
100. Vila Regina
101. Vila Rizzo
102. Village Maringá
103. Ytapuã

## Leste

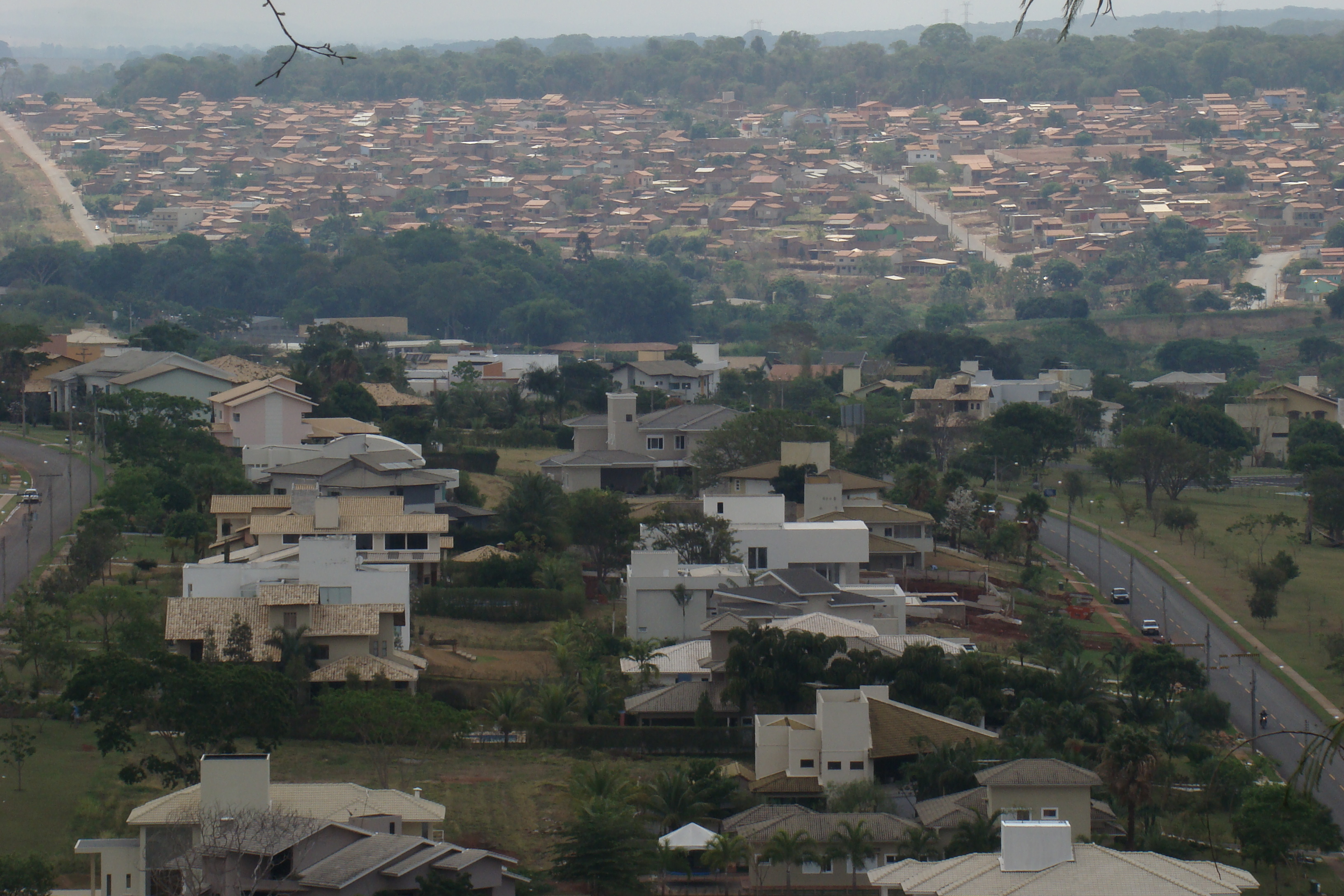
Vista do Aldeia do Vale.

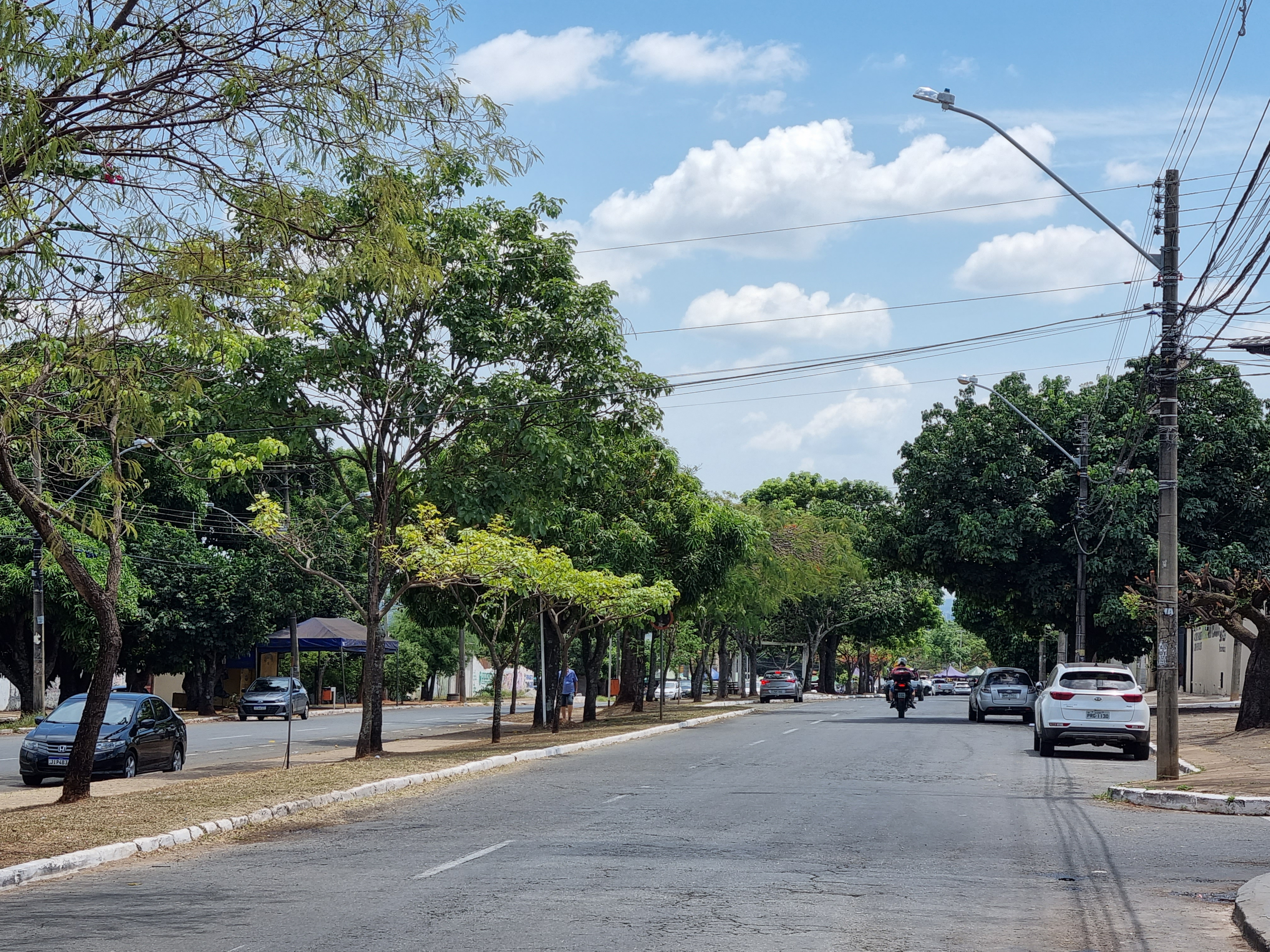
Avenida Liberdade, no Riviera, 2023.

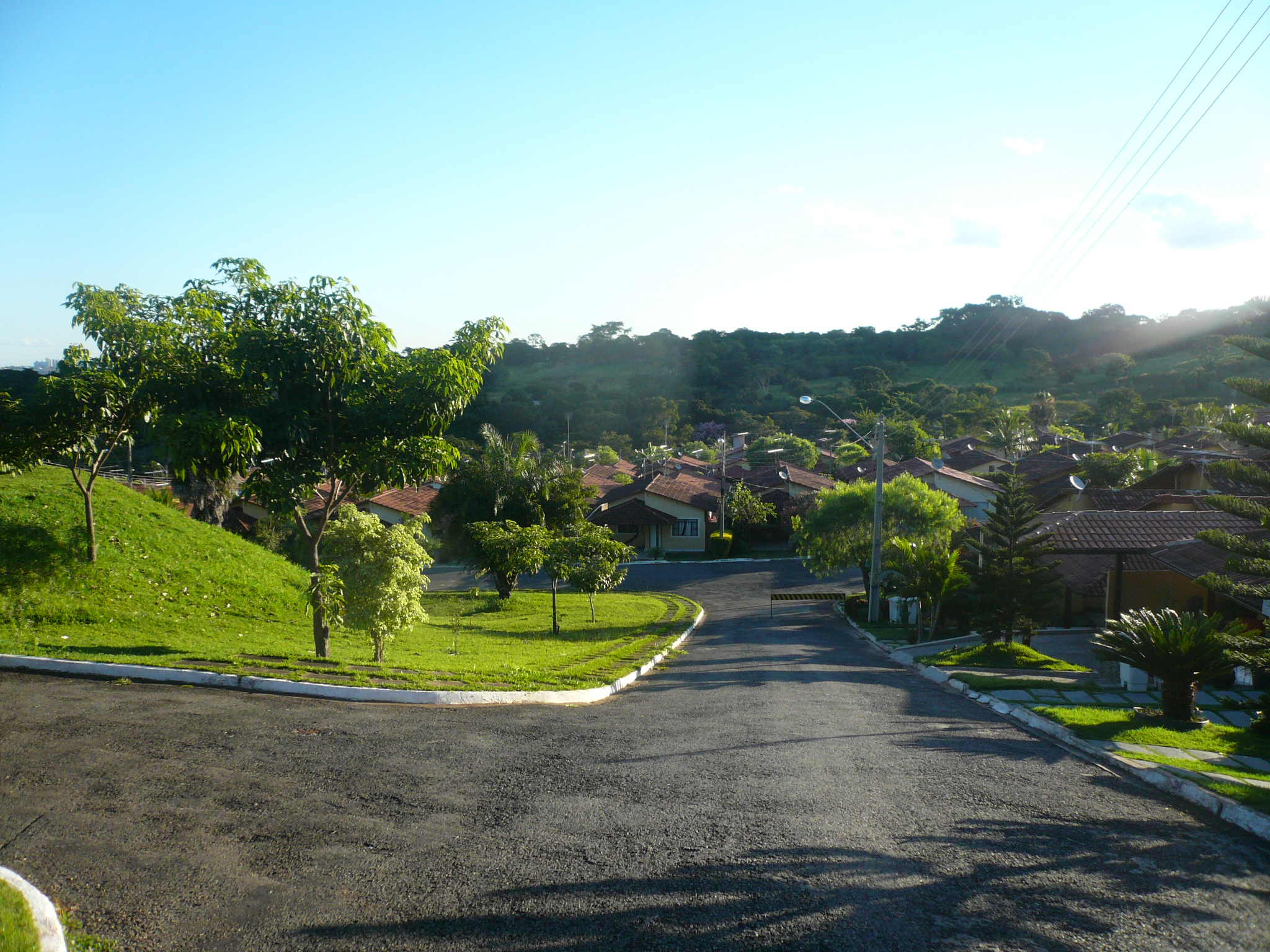
Rua no condomínio Monte Verde.

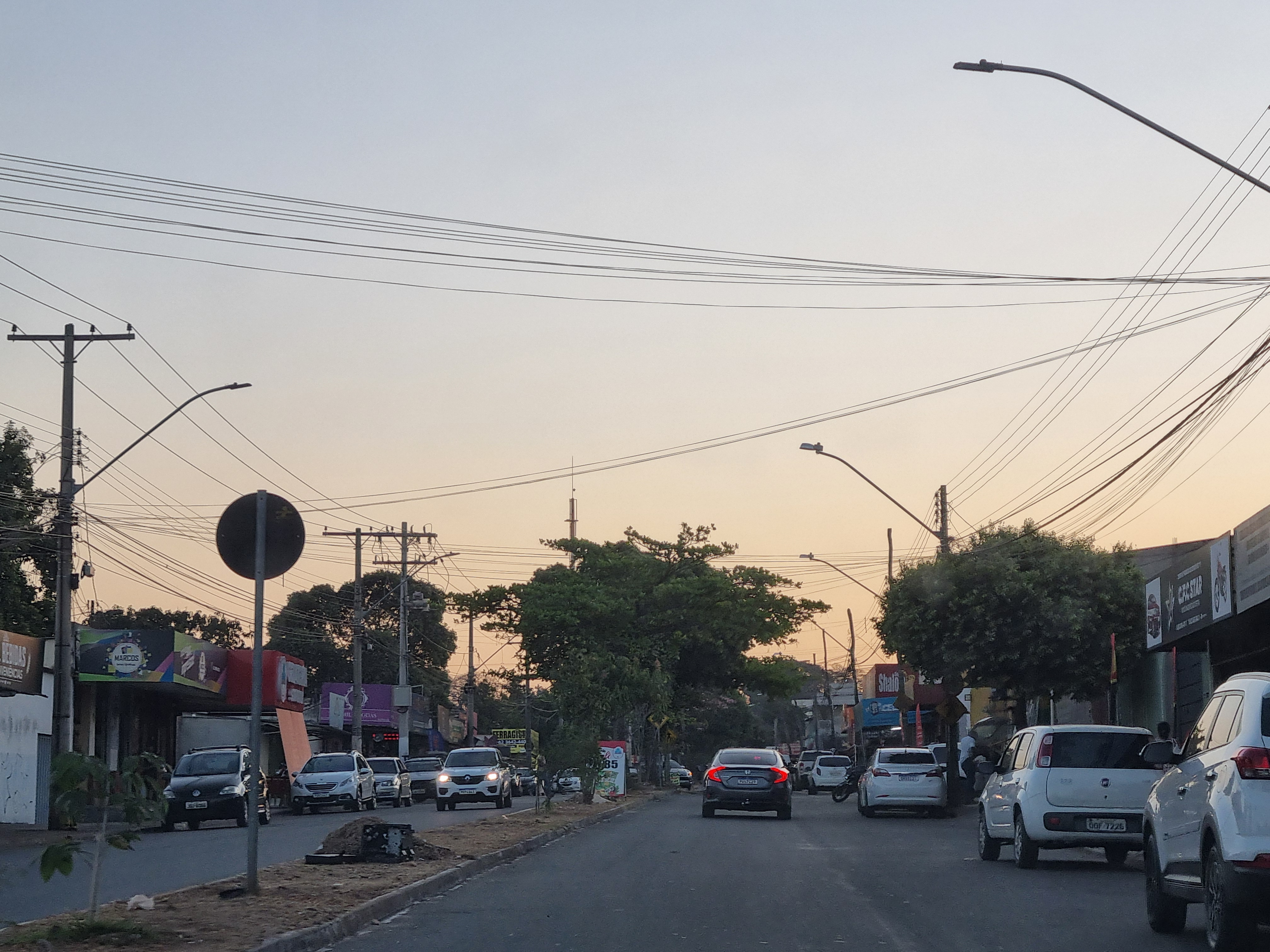
Avenina Uruguaiana no Jardim Novo Mundo, 2024.

1. Água Branca
2. Aldeia do Vale
3. Alphaville Flamboyant
4. Arco Verde
5. Aruanã
6. Aruanã Park
7. Bairro Feliz
8. Belo Horizonte
9. Brisas do Cerrado
10. Carlos de Freitas
11. Cléa Borges
12. Conjunto Anhanguera
13. Costa Paranhos
14. Chácara Botafogo
15. Chácara do Governador
16. Colônia Santa Marta
17. Conjunto Caiçara
18. Conjunto Fabiana
19. Conjunto Palmares
20. Conjunto Riviera
21. Goiânia Golfe Clube
22. Grande Retiro
23. Housing Flamboyant
24. Irisville
25. Jardim Abaporu
26. Jardim Atenas
27. Jardim Bela Vista
28. Jardim Brasil
29. Jardim Califórnia
30. Jardim Conquista
31. Jardim da Luz
32. Jardim das Aroeiras
33. Jardim Dom Fernando
34. Jardim Lajeado
35. Jardim Maria Helena
36. Jardim Mariliza
37. Jardim Novo Mundo
38. Jardim Paris
39. Jardim Santa Cecília
40. Jardim Valência
41. Jardim Verona
42. Jardim Vitória
43. Jardins Milão
44. Jardins Munique
45. Lucy Pinheiro
46. Mansões Bernardo Sayão
47. Mar del Plata
48. Monte Verde
49. Park Lozandes
50. Parque Acalanto
51. Parque Atheneu
52. Parque das Amendoeiras
53. Parque das Laranjeiras
54. Parque Flamboyant
55. Parque Santa Cruz
56. Parque Santa Maria
57. Paulo Estrela
58. Portal do Sol
59. Portal Petrópolis
60. Privê dos Girassóis
61. Recanto das Minas Gerais
62. Recanto dos Buritis
63. Residencial Havaí
64. Residencial Olinda
65. Residencial Ouro Preto
66. Residencial Português
67. Rio Jordão
68. Santa Bárbara
69. Santo Hilário
70. São Francisco de Assis
71. São Leopoldo
72. São Silvestre
73. Senador Paranhos
74. Serra Park
75. Sonho Dourado
76. Sonho Verde
77. Tupinambá dos Reis
78. Vale das Brisas
79. Vale do Araguaia
80. Vila Alto da Glória
81. Vila Bandeirantes
82. Vila Concórdia
83. Vila Legionárias
84. Vila Maria Luíza
85. Vila Martins
86. Vila Matilde
87. Vila Morais
88. Vila Pedroso
89. Vila Romana
90. Ville de France

## Sudoeste

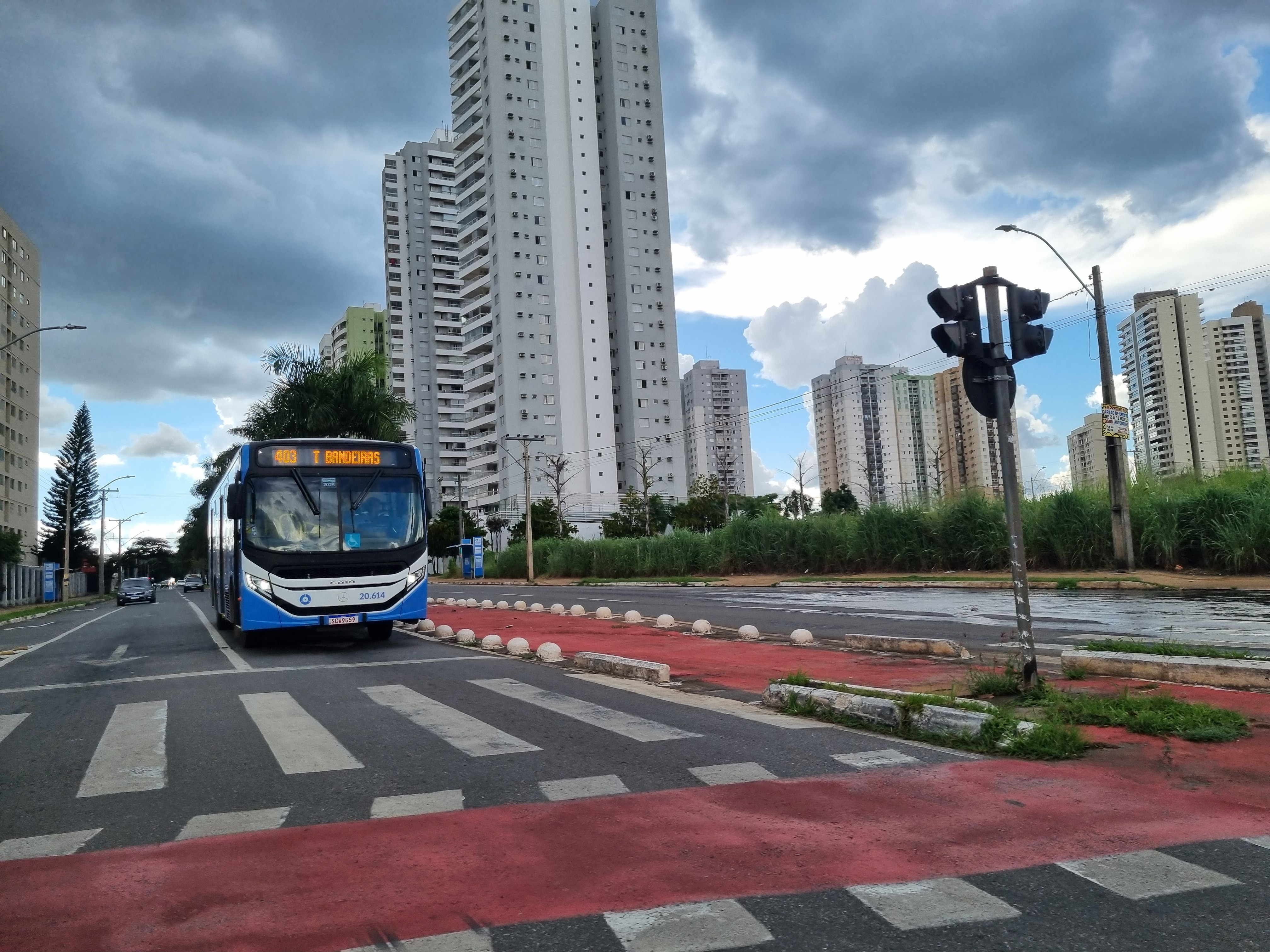
Avenida dos Alpes, na Vila dos Alpes, em 2025.

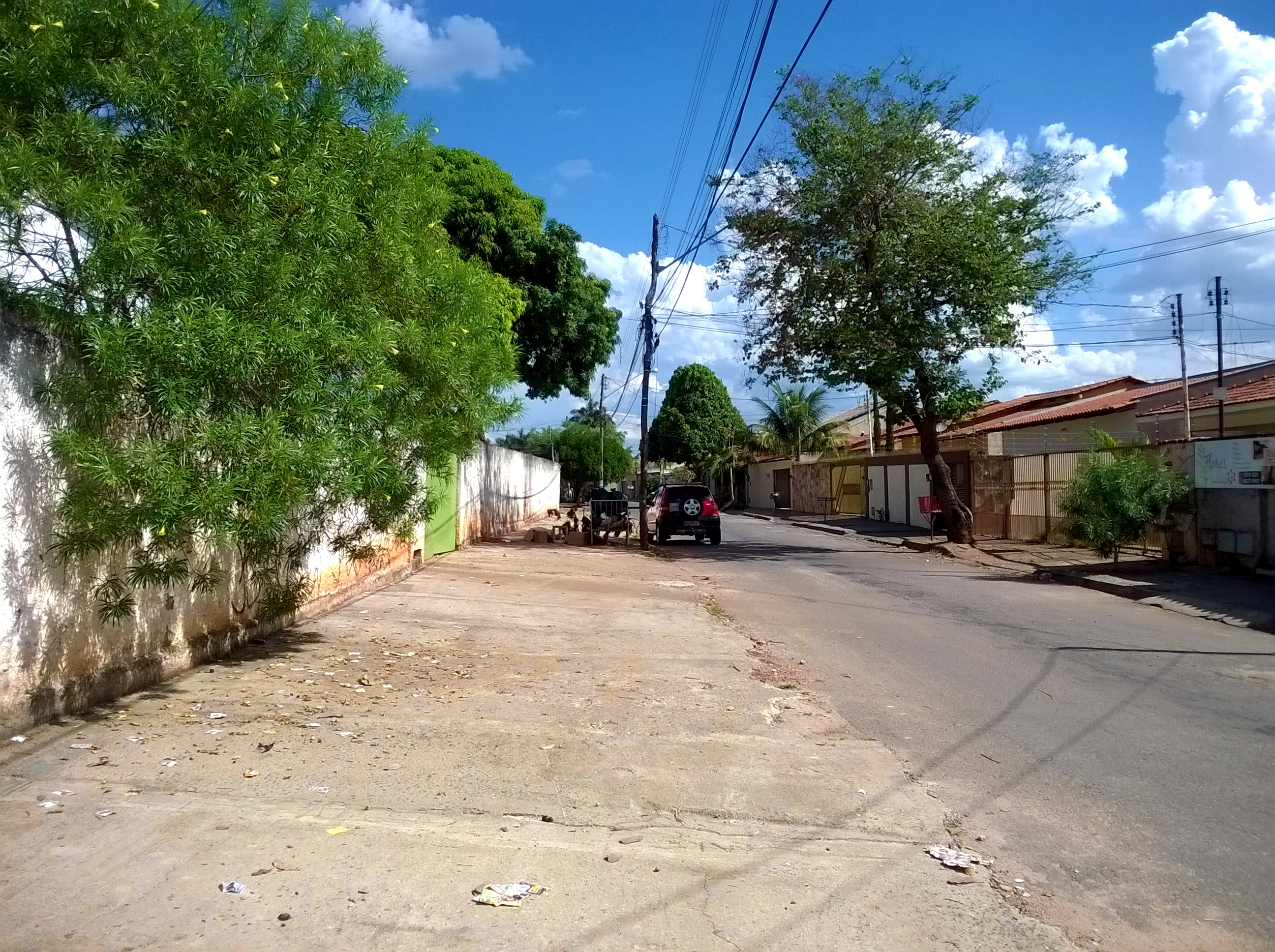
Rua Holanda, Jardim Europa, em outubro de 2016.

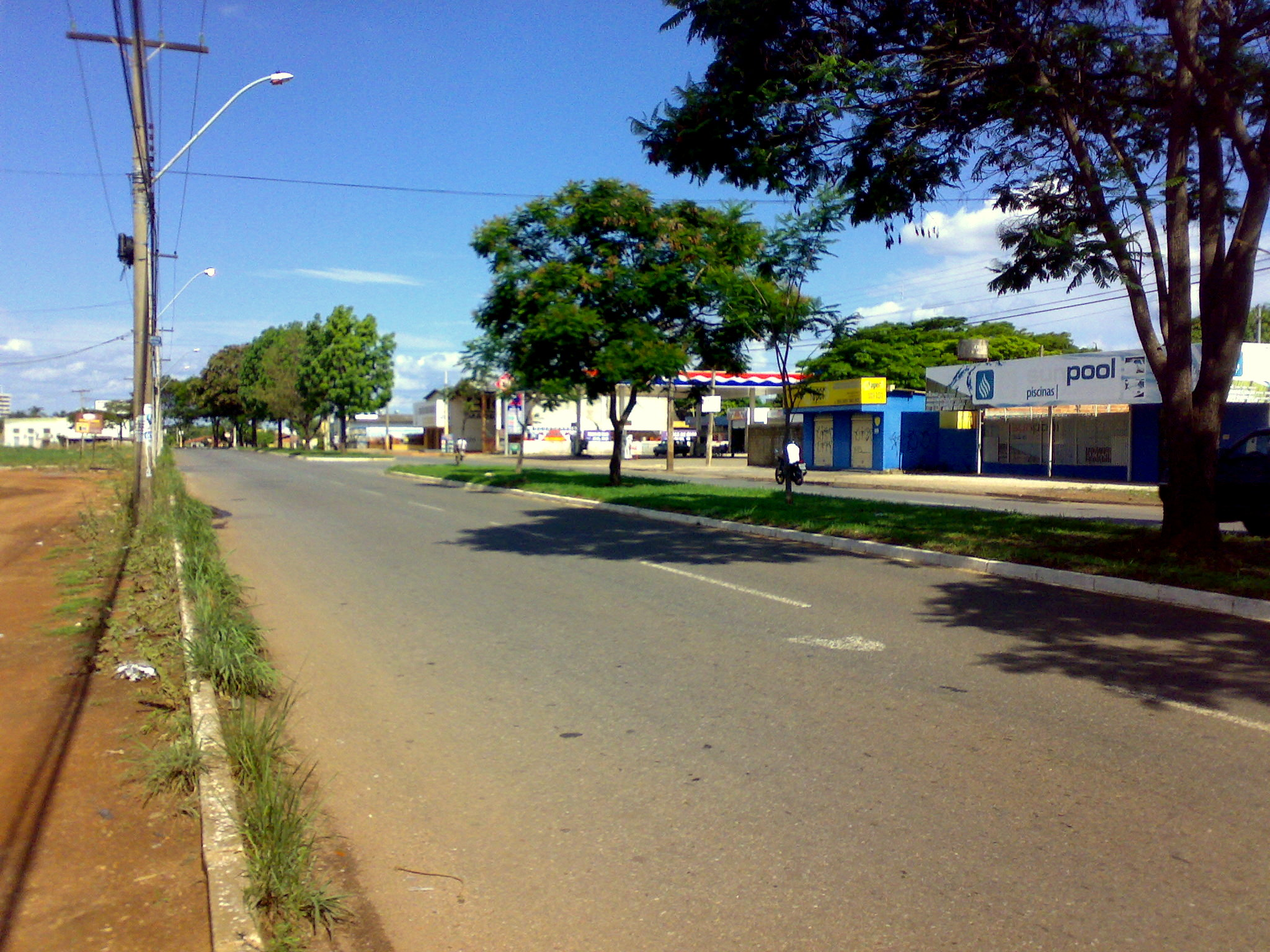
Avenida Rio Verde, no bairro Faiçalville.

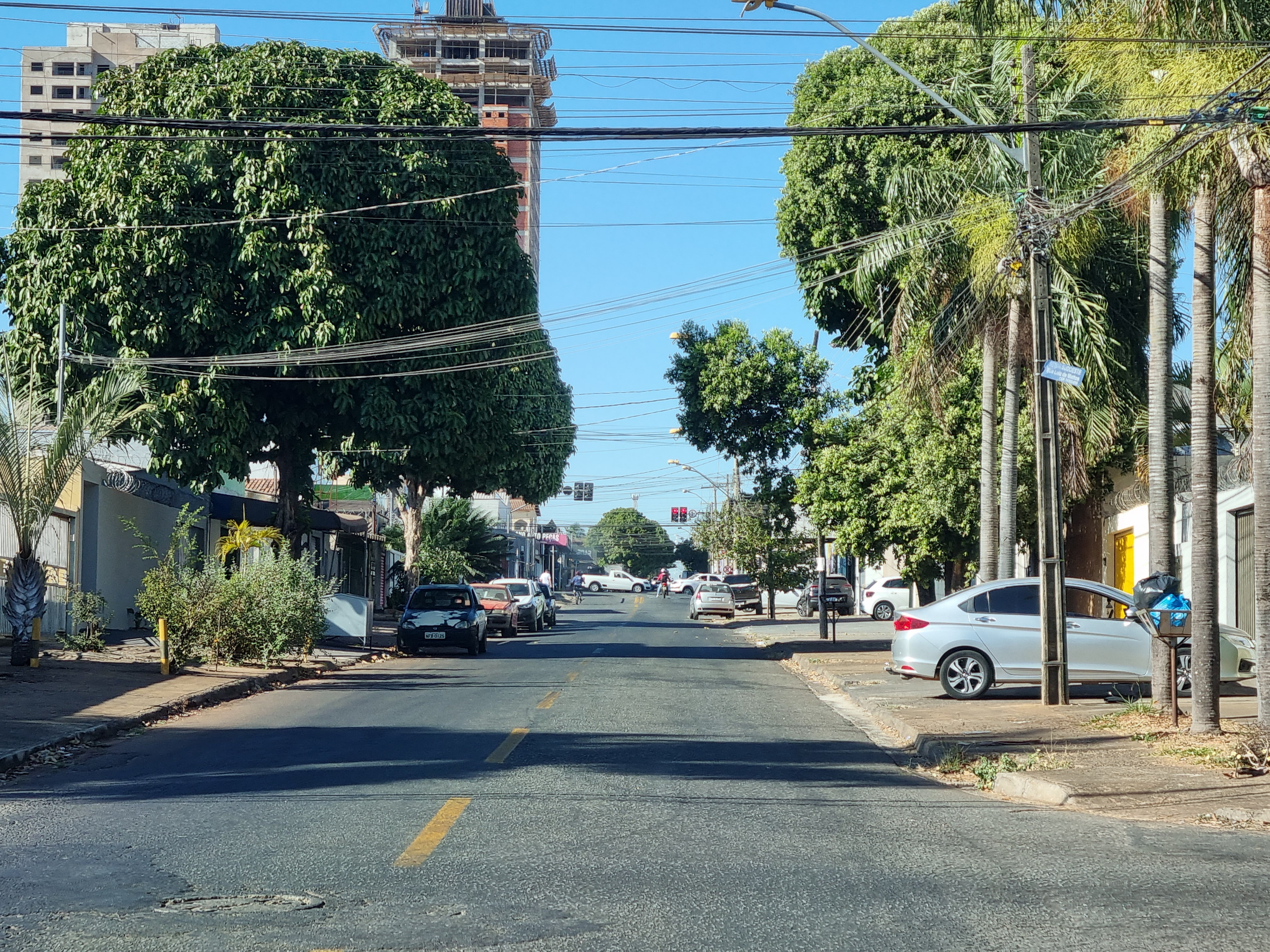
Rua Luiz de Mattos, Sudoeste, em 2024.

1. Alphaville Residencial
2. Alto Oriente
3. Amin Camargo
4. Ana Clara
5. Andréia
6. Parque Anhanguera
7. Aquários
8. Atibaia
9. Baliza
10. Bonanza
11. Bosque Sumaré
12. Brasil Central
13. Cachoeira Dourada
14. Campos Dourados
15. Celina Park
16. Center Ville
17. Conjunto das Esmeraldas
18. Condomínio das Esmeraldas
19. Cristina
20. Dona Gê
21. Eldorado
22. Eli Forte
23. Faiçalville
24. Forteville
25. Garavelo
26. Grajaú
27. Granville
28. Jardim Alvaphille
29. Jardim Atlântico
30. Jardim Ana Lúcia
31. Jardim Caravelas
32. Jardim Eli Forte
33. Jardim Europa
34. Jardim Florença
35. Jardim Gardênia
36. Jardim Ipanema
37. Jardim Itaipú
38. Jardim Madri
39. Jardim Planalto
40. Jardim Presidente
41. Jardim Sônia Maria
42. Jardim Tancredo Neves
43. Jardim Vila Boa
44. Jardins Lisboa
45. Linda Vista
46. Madre Germana 2
47. Maria Celeste
48. Marlene
49. Moinho dos Ventos
50. Monte Carlo
51. Novo Horizonte
52. Orientville
53. Parque Anhanguera
54. Parque Oeste Industrial
55. Parque Santa Rita
56. Porto Seguro
57. Privê Atlântico
58. Privê Ilhas do Caribe
59. Real Conquista
60. Recanto das Emas
61. Recreio do Funcionário Público
62. Residencial Barcelona
63. Residencial Canadá
64. Residencial Eldorado
65. Residencial Escócia
66. Residencial Espanha
67. Residencial Fidélis
68. Residencial Flamingo
69. Residencial Flórida
70. Residencial Itaipú
71. Residencial Kátia
72. Residencial Manhattan
73. Residencial Sevilha
74. Residencial Talismã
75. Residencial Valência
76. Rio Formoso
77. Rio Verde
78. Santa Fé
79. Santa Rita
80. Salinos
81. Setor dos Dourados
82. Solar Bougainville
83. Solar Santa Rita
84. Sudoeste
85. Três Marias
86. Ulisses Guimarães
87. União
88. Vereda dos Buritis
89. Vila Adélia
90. Vila dos Alpes
91. Vila Alvorada
92. Vila Anchieta
93. Vila Bela
94. Vila Luciana
95. Vila Lucy
96. Vila Mauá
97. Vila Rosa
98. Vila Rezende
99. Vila Santa Rita
100. Vila São Paulo
101. Village Green Park
102. Village Santa Rita
103. Village Veneza